# Kalletal
Kalletal [ˈkʰalətʰaːl] ⓘ ist eine Gemeinde im Nordosten Nordrhein-Westfalens. Die Gemeinde gehört zum Kreis Lippe im Regierungsbezirk Detmold (Ostwestfalen-Lippe) und hat rund 13.000 Einwohner. Der größte Ortsteil Hohenhausen liegt am Tal der Kalle im Lipper Bergland. Im Norden fällt das Gelände in das Flusstal der gemeindebegrenzenden Weser ab. Kalletal liegt im Naturpark Teutoburger Wald/Eggegebirge und hat sich der Förderregion Nordlippe angeschlossen.
Das Gebiet der Gemeinde wird durch zwei Bundesstraßen erschlossen, die nächstgelegenen Fernbahnhöfe befinden sich in Herford und Bad Oeynhausen.
Die erste Besiedlung des heutigen Gemeindegebiets wird auf das Ende der Bronzezeit um 700 vor Christus datiert. Das ländlich geprägte Gebiet erhielt erst durch den Zuzug von Flüchtlingen und Vertriebenen nach dem Zweiten Weltkrieg einen nennenswerten Bevölkerungsanstieg.
Neben der Landwirtschaft ist die Wirtschaft durch kleine, mittelständische Unternehmen geprägt.
Die Gemeinde Kalletal wurde am 1. Januar 1969 im Zuge der nordrhein-westfälischen Gebietsreform aus 16 ehemals selbständigen Gemeinden gebildet und deshalb auch als Großgemeinde bezeichnet.

## Geografie

### Geografische Lage
Kalletal liegt im Nordosten Nordrhein-Westfalens, im Osten Ostwestfalen-Lippes und im Norden des Kreises Lippe, etwa 10 km nordöstlich der ehemaligen Kreisstadt Lemgo und 25 km nördlich der Kreisstadt Detmold. Im Norden der Gemeinde bildet die von Osten kommende Weser, die dort den Großen Weserbogen ausbildet, die Gemeindegrenze zu Vlotho und Porta Westfalica. Namensgebender Fluss ist der Wesernebenfluss Kalle.
Naturräumlich wird das Gemeindegebiet überwiegend zum Lipper Bergland gezählt. Das Lipper Bergland ist stark gegliedert, im Gemeindegebiet wechseln sich um 350 Meter hohe Kuppen und Höhenzüge, flache Niederungen und durch Flussläufe eingeschnittene Hügelgebiete ab. Kleinere Teile im Norden gehören zur Rinteln-Hamelner Wesertalung. Bei Stemmen im Nordosten der Gemeinde liegen im weitgehend waldfreien Wesertal einige größere Altwasser- und Kiesseen. Der größte ist der Stemmer See. Das Gemeindegebiet liegt wie alle lippischen Kommunen im Naturpark Teutoburger Wald / Eggegebirge. Beide Gebirge reichen aber nicht bis in das Gemeindegebiet. Im Nordosten grenzt das Gemeindegebiet an den in Niedersachsen liegenden Naturpark Weserbergland Schaumburg-Hameln.
Der Hauptort Hohenhausen liegt auf einer Höhe von 160 m ü. NN. Höchster Berg ist der Kleeberg mit 360 m ü. NN im südlichen Ortsteil Henstorf. Sein Gipfel liegt hart an der Gemeindegrenze auf Dörentruper Gebiet, so dass der höchste Punkt Kalletals sich auf 355,5 m ü. NN. befindet. Die Mündung der Kalle im Nordosten bei den Ortsteilen Erder und Kalldorf ist der niedrigste Punkt der Gemeinde mit 48 m ü. NN.
Die nächstgelegenen Großstädte sind Bielefeld (35 km südwestlich), Paderborn (53 km südwestlich), Hannover (73 km nordöstlich) und Hildesheim (92 km östlich).

### Geologie

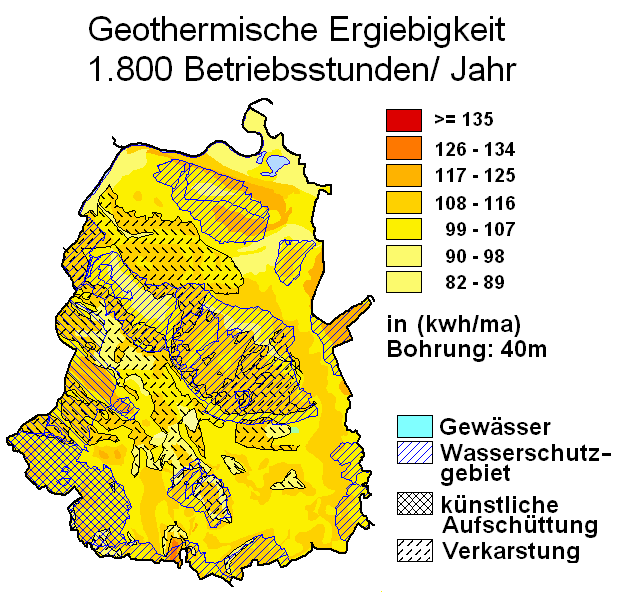
Geothermische Karte von Kalletal

Das Lipper Bergland besteht im Bereich der Gemeinde überwiegend aus Gesteinen des Tertiärs, inselartig findet sich auch Muschelkalk. In den Talauen der Weser gibt es im Wesentlichen Gestein aus dem Holozän, in den Randbereichen auch aus dem Pleistozän.
Die Täler des Lipper Berglandes, aber nicht das Wesertal, bestehen aus großflächigen fruchtbaren Ackerböden. Diese sandig-lehmigen bis lehmig-tonigen Parabraunerden treten im Gemeindegebiet oft in Verbindung mit fruchtbarem aber flachgründigem Löss, aber auch eher nährstoffarmer, saurer Podsole auf. Beide Bodenarten werden landwirtschaftlich intensiv genutzt. In der Wesertalung sind grundwasserbeeinflusst Gleye oder Auenböden, teils auch Pseudogleye und Parabraunerden entstanden, die vor allem als Grünland genutzt werden. Im Lipper Bergland befinden sich im Bereich der Muschelkalkgesteine inselartig Braunerden in Verbindung mit Rendzina. Der Kiesabbau im Wesertal hinterließ einige Baggerseen im Norden der Gemeinde. Ein alter Kalksteinbruch in Bavenhausen zeugt vom ehemaligen Abbau des Muschelkalks.
In dieser Region wurde auch der Pyrit-Zwillingskristall Eisernes Kreuz gefunden.
Kalletal eignet sich mit Ausnahme eines kleinen Gebiets westlich von Asendorf gut bis sehr gut zur Nutzung von geothermischen Wärmequellen mittels Erdwärmesonden und zur Wärmegewinnung durch Wärmepumpenheizungen (vgl. dazu die nebenstehende Karte).

### Ausdehnung und Nutzung des Gemeindegebiets

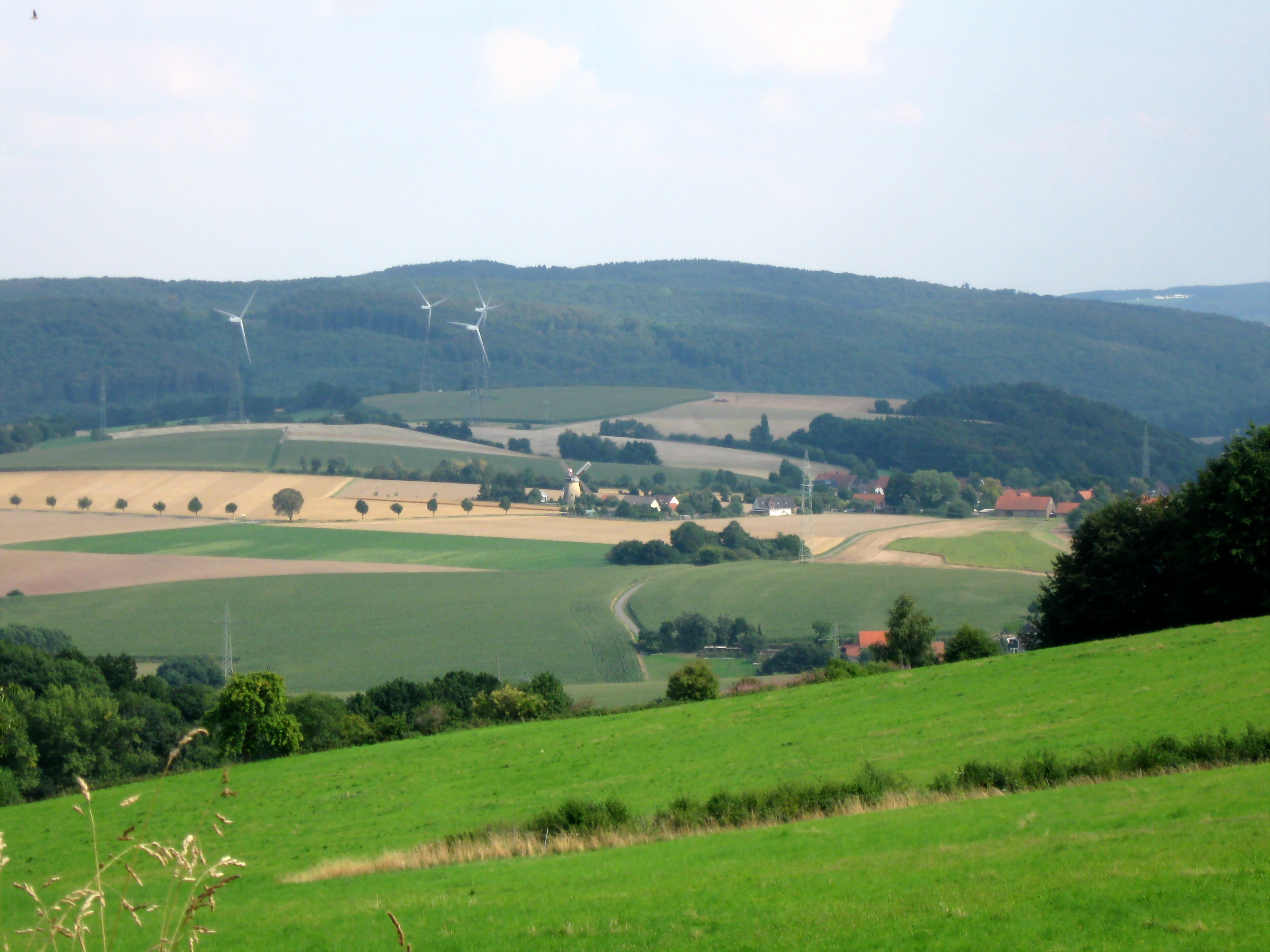
Typische Landschaft des Weserberglandes bei Bentorf

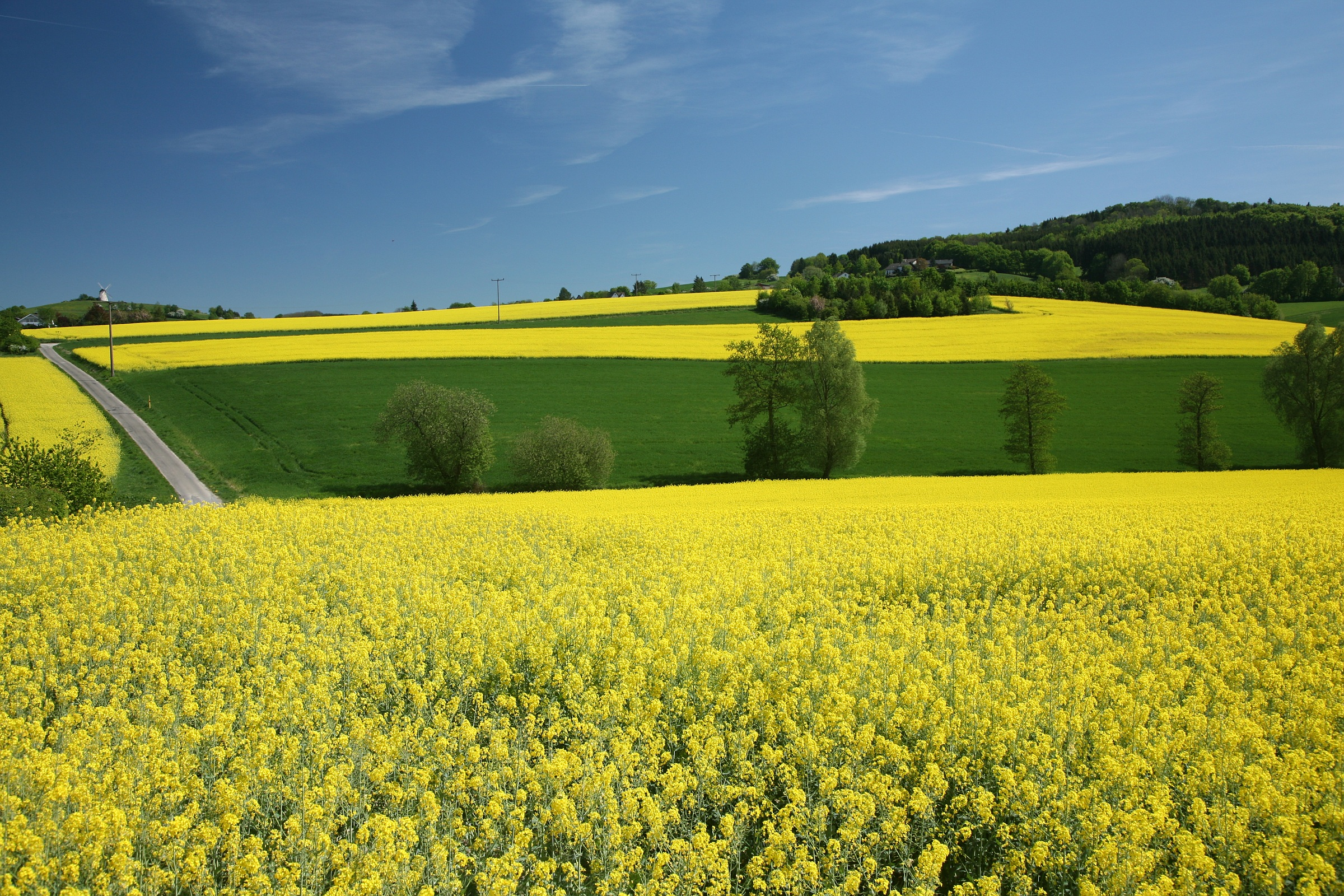
Rapsfelder im Kalletal, Bavenhausener Mühle im Hintergrund

Die als „Große Landgemeinde“ klassifizierte Gemeinde erstreckt sich über eine Fläche von 112,42 km². Das Gemeindegebiet hat eine maximale Ausdehnung in Ost-West-Richtung von etwa 11,5 km und in Nord-Süd-Richtung von etwa 15 km. Das Gemeindegebiet ist von starker landwirtschaftlicher Nutzung in den Tälern und Ebenen geprägt. Der Anteil der landwirtschaftlich genutzten Fläche liegt über dem Kreis- und Landesschnitt. Im Wesentlichen sind nur die Berge bewaldet. Dennoch ist die Gemeinde für das ansonsten relativ waldarme Ostwestfalen-Lippe eher waldreich. Auffallend ist der geringe Anteil der Siedlungs- und Verkehrsfläche, der deutlich unter dem Landesschnitt liegt. Folgende Tabelle fasst die genaue Flächennutzung des Gemeindegebietes zusammen:
| Fläche nach Nutzungsart                  | Landwirt- schafts- fläche | Wald- fläche | Gebäude-, Frei- und Betriebsfläche | Verkehrs- fläche | Wasser- fläche | Sport- und Grünfläche | sonstige Nutzung |
| ---------------------------------------- | ------------------------- | ------------ | ---------------------------------- | ---------------- | -------------- | --------------------- | ---------------- |
| Fläche in km²                            | 65,31                     | 31,80        | 6,55                               | 4,99             | 1,71           | 1,24                  | 0,83             |
| Anteil an Gesamtfläche                   | 58,09 %                   | 28,29 %      | 5,83 %                             | 4,44 %           | 1,52 %         | 1,10 %                | 0,74 %           |
| Durchschnitt im Kreis Lippe              | 50,8 %                    | 22,2 %       | 9,7 %                              | 5,1 %            | 0,9 %          | 1,8 %                 | 9,5 %            |
| Durchschnitt im Land Nordrhein-Westfalen | 49,2 %                    | 25,5 %       | 13,2 %                             | 7,0 %            | 1,9 %          | 2,0 %                 | 1,2 %            |

### Nachbargemeinden
Kalletal grenzt im Uhrzeigersinn an Rinteln (Landkreis Schaumburg, Niedersachsen), Extertal, Dörentrup, Lemgo (alle Kreis Lippe), Vlotho (Kreis Herford) und Porta Westfalica (Kreis Minden-Lübbecke).

### Gemeindegliederung

Karte

Nach § 3 der Hauptsatzung der Gemeinde Kalletal gliedert sich das Gemeindegebiet in 16 Ortsteile. Diese Ortsteile entsprechen den ehemals selbstständigen Gemeinden, aus denen durch das Lemgo-Gesetz im Rahmen der Gebietsreform die Gemeinde Kalletal gebildet wurde. Nachfolgend Fläche und Einwohnerzahl der Ortsteile (Stand März 2022):
| Ortschaft                                   | Fläche      | Einwohner |
| ------------------------------------------- | ----------- | --------- |
| Asendorf                                    | 06,16 km²   | 0.215     |
| Bavenhausen                                 | 07,08 km²   | 0.713     |
| Bentorf                                     | 06,13 km²   | 0.940     |
| Brosen                                      | 07,53 km²   | 0.341     |
| Erder                                       | 05,91 km²   | 0.647     |
| Heidelbeck                                  | 08,98 km²   | 0.543     |
| Henstorf                                    | 06,01 km²   | 0.161     |
| Hohenhausen (Hauptort, Sitz der Verwaltung) | 10,45 km²   | 3.444     |
| Kalldorf                                    | 09,69 km²   | 1.130     |
| Langenholzhausen                            | 12,15 km²   | 1.249     |
| Lüdenhausen                                 | 07,30 km²   | 0.932     |
| Osterhagen                                  | 03,14 km²   | 0.026     |
| Stemmen                                     | 04,66 km²   | 0.904     |
| Talle                                       | 06,04 km²   | 0.990     |
| Varenholz                                   | 06,10 km²   | 0.592     |
| Westorf                                     | 05,09 km²   | 0.743     |
| Gesamt                                      | 112,42 km²0 | 13.5700   |

In diesen Ortsteilen sind die folgenden Örtlichkeiten gelegen, die nicht den Status eines Ortsteiles besitzen:
- Dalbke
- Echternhagen
- Elfenborn
- Faulensiek
- Harkemissen
- Herbrechtsdorf
- Niedermeien
- Rentorf
- Tevenhausen
- Waterloo
- Hellinghausen
- Selsen
- Rafeld

### Klima

Niederschlagsdiagramm für Kalletal-Hohenhausen

Kalletal liegt im gemäßigten vollhumiden Klima Nordwestdeutschlands mit relativ gleichmäßig verteilten Niederschlägen und mäßig warmen Sommern sowie mäßig kalten Wintern. Die relative Höhenlage im Lipper Bergland führt zu etwas höheren Niederschlagsmengen als im nordrhein-westfälischen Landesdurchschnitt, sie liegen aber mit einem Jahresmittel von 896 mm in Hohenhausen pro Jahr dennoch deutlich niedriger als westlich und südwestlich in den Höhenlagen des Eggegebirges, wo mittlere Jahresniederschläge von teils bis zu 1400 mm registriert werden. Innerhalb der Gemeinde schwanken die Niederschläge bedingt durch das Relief zwischen 900 mm im Süden und unter 700 mm in der Wesertalung. Folgende Tabellen und die Graphik zeigen die Niederschlagsverteilung im Jahr:
|                   | Jan  | Feb  | Mär  | Apr  | Mai  | Jun  | Jul  | Aug  | Sep  | Okt  | Nov  | Dez  |   |       |
|                   |      |      |      |      |      |      |      |      |      |      |      |      |   |       |
| Niederschlag (mm) | 80,6 | 59,4 | 73,0 | 66,8 | 76,2 | 81,4 | 80,9 | 76,8 | 69,1 | 60,9 | 78,3 | 93,0 | Σ | 896,4 |

|  |

|  |

|  |

|  |

|  |

|  |

|  |

|  |

|  |

|  |

|  |

|  |

|  |

|  |

|  |

|  |

|  |

|  |

|  |

|  |

|  |

|  |

|  |

|  |

|                   | Jan  | Feb  | Mär  | Apr  | Mai  | Jun  | Jul  | Aug  | Sep  | Okt  | Nov  | Dez  |   |     |
|                   |      |      |      |      |      |      |      |      |      |      |      |      |   |     |
| Niederschlag (mm) | 70,0 | 53,0 | 62,0 | 50,0 | 61,0 | 67,0 | 91,0 | 76,0 | 58,0 | 60,0 | 53,0 | 70,0 | Σ | 771 |

|  |

|  |

|  |

|  |

|  |

|  |

|  |

|  |

|  |

|  |

|  |

|  |

|  |

|  |

|  |

|  |

|  |

|  |

|  |

|  |

|  |

|  |

|  |

|  |

Die langjährige Jahresmitteltemperatur liegt etwa um 8 °C. Der Einfluss der Höhenlage auf die Temperatur zeigt sich deutlich. Sie ist in den Höhenlagen der Gemeinde bis zu etwa 1 °C niedriger als im nördlich gelegenen Wesertal. Im nordrhein-westfälischen Vergleich ist es in Kalletal insgesamt (bis auf die Wesertalung) kühler.

## Geschichte

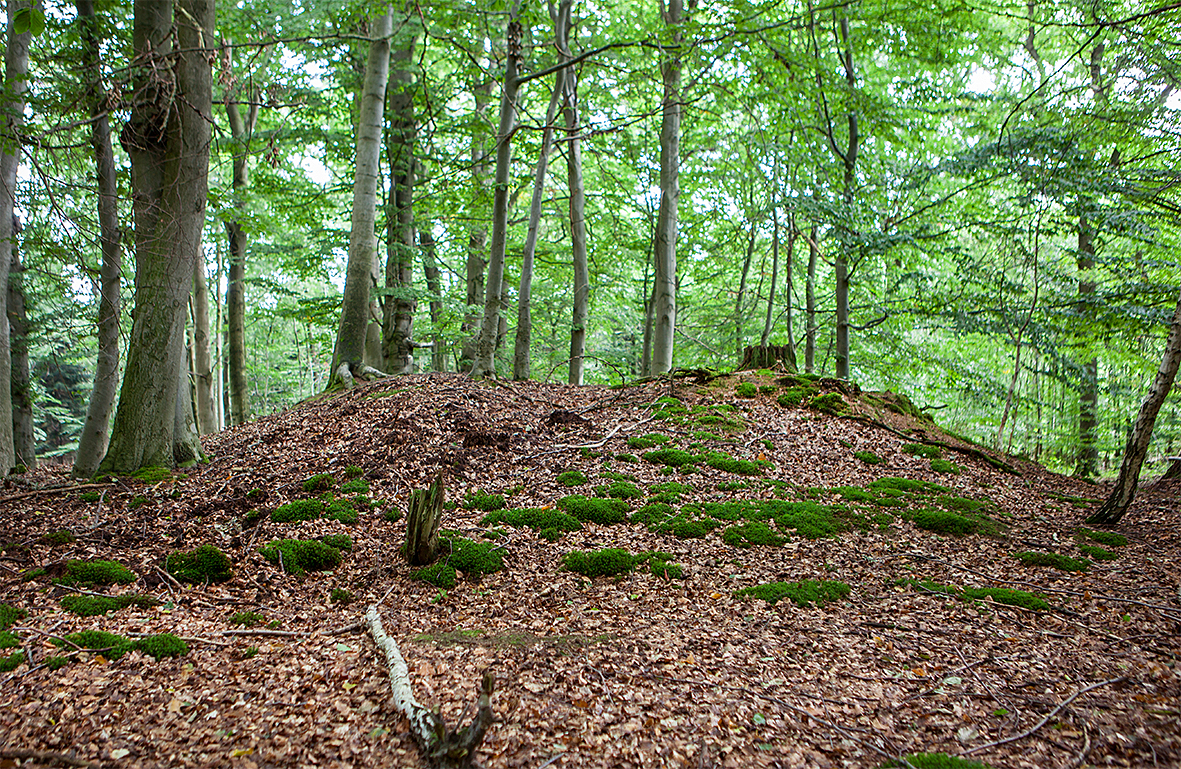
Grabhügel bei Kalldorf

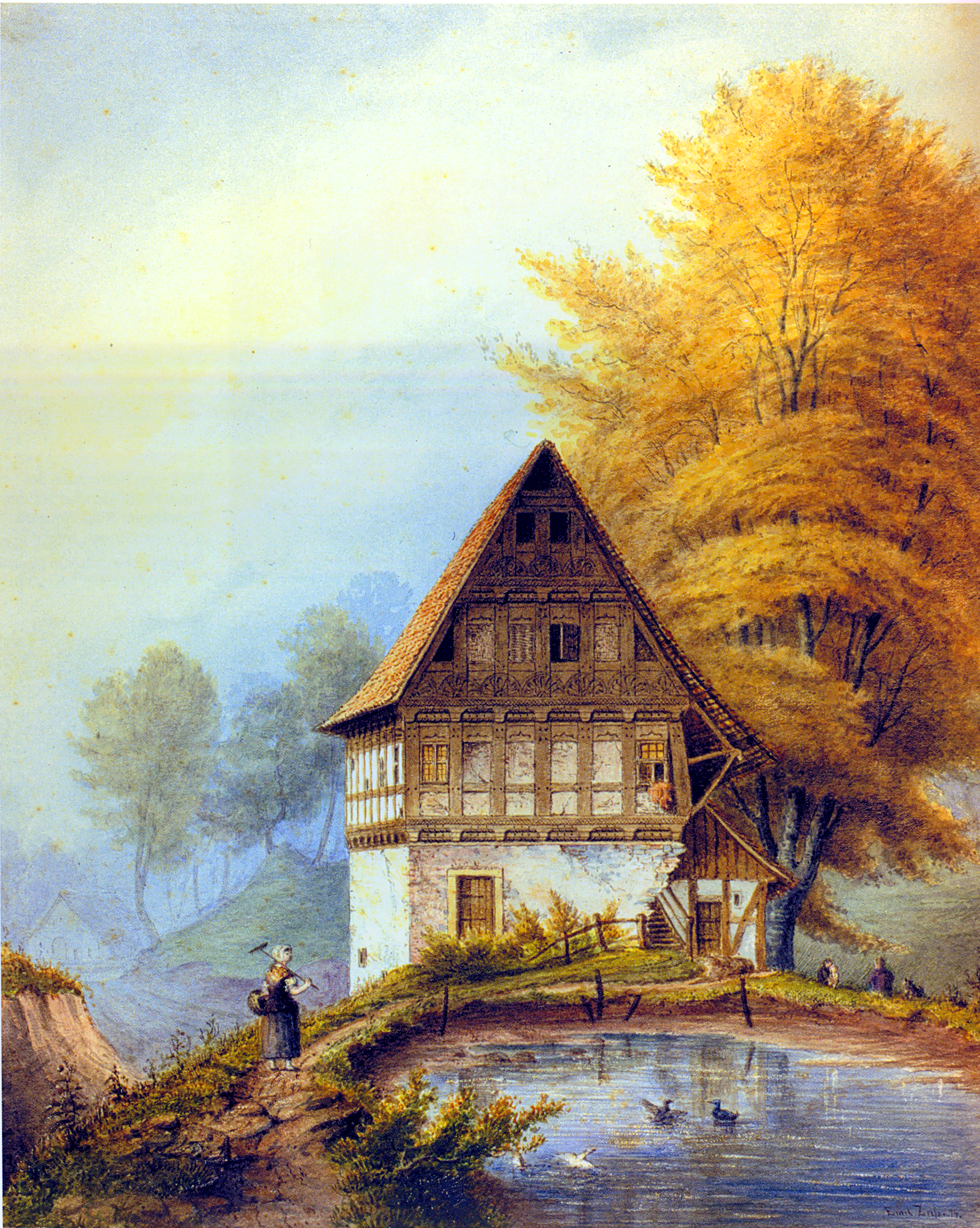
Die Schlossmühle bei Heidelbeck aus dem Jahr 1587 in einem Aquarell von Emil Zeiß aus dem Jahr 1874

Urgeschichtliche Grabhügel nördlich von Kalldorf und Urnengrabstätten aus der frühen Eisenzeit bei Varenholz weisen darauf hin, dass das Gebiet der Gemeinde Kalletal schon in vorgeschichtlicher Zeit besiedelt wurde. Weitere Grabhügel wurden bei Hohenhausen, Heidelbeck und Rentorf gefunden. Die meisten dieser Hügel weisen auf der Kuppe eine Vertiefung auf. Dies sind die sichtbaren Spuren von Grabräubern aus dem 18. und 19. Jahrhundert, die in den Besitz der bronzenen Grabbeigaben kommen wollten. Aus diesem Grund erließ die Fürstlich Lippische Regierung 1821 eine Verordnung, die das Nachgraben nach Todten-Urnen und sonstigen Altertümern betreffend unterbinden sollte.
Die Ortsnamen Talle, Harkemissen und Tevenhausen lassen nach Aussagen der Namensforschung darauf schließen, dass es sich hier um frühgeschichtliche Ansiedlungen handelt. Diese Orte liegen auf beiden Seiten eines Höhenweges, der von Blomberg kommend über Lemgo und Hohenhausen nach Erder und Vlotho führte, wie mit archäologischen Funden bewiesen ist.
Der Amtssitz Varenholz hatte eine besondere Bedeutung für die Grafschaft und das spätere Fürstentum Lippe. Das Gebiet des Amtes Varenholz entspricht bis auf einige Ausnahmen in seiner Ausdehnung den heutigen Grenzen der Gemeinde Kalletal.
Die Orte im Kalletal waren im 19. Jahrhundert überwiegend Bauerndörfer, deren Haupterwerb die Landwirtschaft bildete. Viele Bewohner mussten als Wanderarbeiter in die Ferne ziehen, vor allem die besitzlosen Landarbeiter. Die lippischen Landesherren waren nicht bereit, die wirtschaftliche und strukturelle Entwicklung ihres Landes aktiv und weitsichtig zu fördern, so dass die Wanderarbeit in Lippe eine einzigartige Erscheinung war, die im übrigen Deutschen Reich keine Parallele hatte.
Der Strukturwandel im ausgehenden 20. Jahrhundert von der Landwirtschaft zur Industrialisierung zeigt sich in der Ansiedlung von kleinen und mittleren Industriebetrieben. Als Beispiele sind die Metallindustrie in Kalldorf und die Kunststoff- und Holzindustrie in Langenholzhausen und Lüdenhausen anzuführen. Der Ortsteil Hohenhausen entwickelte sich zum größten und zentralen Ort der Gemeinde Kalletal mit dem Sitz der Gemeindeverwaltung. Er verfügt über eine entwickelte Wirtschaftsstruktur durch Ansiedlung von Betrieben der Holz-, Kunststoff- und Metallverarbeitung im Industriegebiet Echternhagen. Insgesamt ist in Kalletal die Zahl der Arbeitsplätze in Industrie, Handwerk und Dienstleistung sehr niedrig, so dass zahlreiche Berufspendler einer Arbeit in Lemgo, Vlotho und Rinteln nachgehen.

### Geschichte der Ortsteile
Archäologische Funde in Bavenhausen und Huxol weisen auf eine Besiedlung der Gegend in der Steinzeit hin. Erste urkundliche Erwähnung fand Bavenhausen im Jahr 1343. Wahrzeichen des Ortsteils ist die 1854 erbaute gut erhaltene Windmühle, deren Betrieb inzwischen eingestellt wurde.
Ein Callendorper Lehensbrief von 1359 erwähnt erstmals den Ortsteil Bentorf. Auch dort steht eine Windmühle, die noch in Betrieb ist. Müller Karl Ohsiek erbaute sie 1892 an der Straße nach Kalldorf.
Der mittelalterliche Name von Brosen war Brochusen oder Brokhusen und bedeutete Dorf oder Häuser im Bruche, also im Sumpf. Brosen wurde vermutlich schon in altsächsischer Zeit im 4. bis 6. Jahrhundert besiedelt. Die erste Erwähnung des Dorfes erfolgte 1362, als der lippische Landesherr Simon III. die Abgaben der freien Leute verpfändete.
1733 plante Fürstin Pauline zur Lippe, den an der Weser gelegenen Ort Erder zu einem großen lippischen Binnenhafen auszubauen. Der Plan wurde allerdings nicht realisiert, da Preußen keine Konkurrenz für seine Häfen in Minden und Vlotho zulassen wollte. Dennoch war der lippische Weserhafen von einiger Bedeutung für das Fürstentum Lippe. Zwischen Erder und Lemgo wurde eine Straße gebaut, über die Waren aus Bremen, wie Zucker, Kaffee, Reis und Heringe, nach Lippe transportiert wurden. Für viele Wanderarbeiter, hauptsächlich Ziegler, waren die beiden ersten Weserdampfschiffe Hermann und Wittekind eine bequeme Möglichkeit, von Erder aus nach Bremen zu fahren. Von dort aus ging die Reise weiter nach Ostfriesland und Holland. Das änderte sich erst, als 1895/96 die Eisenbahn durch Lippe fertiggestellt wurde und die Ziegler vom Vermittlungszentrum in Lage zu ihren Arbeitsstellen aufbrachen. Erder war auch Ausgangspunkt vieler Amerika-Auswanderer im 19. Jahrhundert.

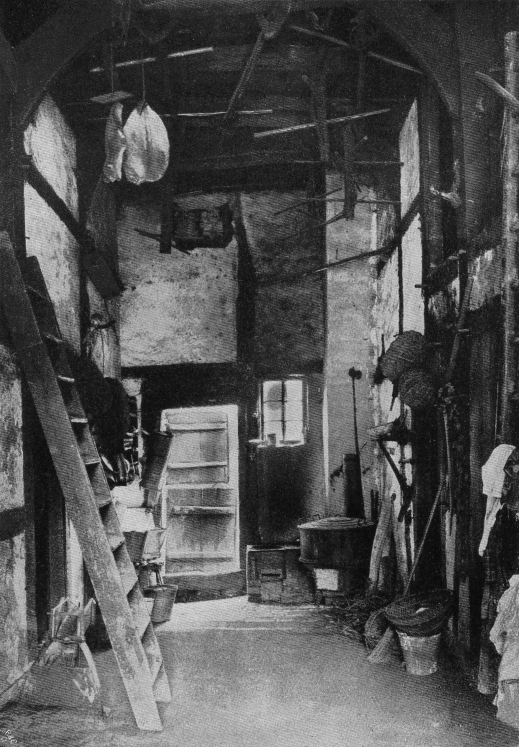
Diele eines Lippischen Zieglerhauses um 1900

Der Ortsteil Heidelbeck verdankt seine Existenz dem Kloster Möllenbeck, das dort das Helbecker Amt errichtete. Die Ritter von Helbecke waren die ersten Amtsleute, bis 1411 die Ritter von Westphal das Amt übernahmen und bis 1839 Eigentümer von Schloss und Gut Heidelbeck waren. Danach verkauften sie ihren Besitz an den lippischen Fürsten. In den Räumen des im Jahr 1596 errichteten Renaissanceschlosses Heidelbeck befindet sich heute der Dorfkrug. An der Kurstraße steht ein reich verzierter Fachwerkbau, die 1537 errichtete Schlossmühle. Sie diente viele Jahre als Forsthaus und beherbergt heute das Wald- und Forstmuseum.
Der früheste Hinweis auf das Kirchdorf Hohenhausen ist in der Vita Meinwerki von 1015 zu finden.
Ursprünglich hieß der Ort Hodanhusen, ein Name aus altsächsischer Zeit. Die ältesten Teile der Kirche sind im romanischen Stil erbaut und stammen aus der Zeit zwischen 1100 und 1240. Das Kirchenschiff wurde um 1410 errichtet. 1711 wurde Stephan Ludwig Jacobi in Hohenhausen geboren, der als der Begründer der künstlichen Fischzucht gilt und weltweit in Fachkreisen bekannt ist. Heute hat sich Hohenhausen zum Hauptort der Gemeinde Kalletal entwickelt.
Im Gebiet von Kalldorf bezeugen im Haiberg Hügelgräber aus der Eisenzeit um 700 v. Chr. die frühe Besiedlung des heutigen Gemeindegebietes. Der Name stammt von den Rittern von Callendorp, die im 13. Jahrhundert in Kalldorf über umfangreichen Grundbesitz verfügten. Nach Aussterben des Rittergeschlechts ging das Lehen an die Familie de Wend über, dem mächtigsten Rittergeschlecht im lippischen Norden. 1359 gab es in Kalldorf eine Glashütte, die offenbar von den Grundherren gegründet worden war. 1453 wurde die erste lippische Glasproduktion eingerichtet, die jedoch im Verlauf der Auseinandersetzungen zwischen der Familie de Wend und den lippischen Landesherren Bernhard VII. und Simon V. zerstört wurde. Kalldorf stellte später zwei Zugkolonnen für die Treidelschifffahrt zwischen Vlotho und Rinteln. 1884 wurde eine Pension mit Badebetrieb eröffnet, der Kalldorfer Brunnen. Das Wasser kam aus einer nahen Solequelle und wurde bis 1970 als gesundheitsförderndes Trinkwasser abgefüllt.
Langenholzhausen wurde erstmals um 1245 urkundlich erwähnt. Im Mittelalter hieß der Ort Holthusen und kam 1323 durch den Kauf des Gogerichts Holthusen in den Besitz von Simon I. In der Kirche erinnern steinerne Grabplatten an die drei letzten Angehörigen des Rittergeschlechts de Wend, die zwischen 1534 und 1561 starben. Eine Urkunde überliefert die Nachricht von einer mächtigen Feuersbrunst um 1633; die gesamte Siedlung wurde vernichtet. 1819 ließ Fürstin Pauline zur Lippe eine Doppelbogenbrücke über den Fluss Kalle bauen, in deren Nähe die 1568 gebaute Fürstliche Erbpachtmühle mit einem Wappenstein Simons VI. steht.
Lüdenhausen hieß früher Ludenhausen und zur Sachsenzeit Luidinghusen. Vermutlich um 1200 entstand eine hölzerne Kirche mit einem steinernen Turm im romanischen Stil, der zugleich als Wehrturm diente und mit dicken Mauern und Schießscharten versehen ist. Er diente in Kriegszeiten als Zuflucht für die Bauern, die dort ihr Saatkorn und ihren Besitz in Sicherheit brachten. Auf einem Findling im Zentrum des Dorfes ist der 20. September 1339 als Datum der ersten urkundlichen Erwähnung der Gemarkung Ludenhausen zu lesen. Er wurde anlässlich der 650-Jahr-Feier 1989 aufgestellt.
Die erste Urkunde mit dem Namen der Ortschaft Stemmen trägt das Datum vom 14. Mai 1331. Das Dorf liegt in östlicher Nachbarschaft von Varenholz und beide Orte sind historisch und räumlich eng miteinander verbunden. Stemmen hieß im Mittelalter Stamf oder Stamfried, möglicherweise nach dem Namen des ersten Siedlers.
Das Wahrzeichen des Bergdorfs Talle ist die Petruskirche, deren frühromanischer Westturm aus dem 11. Jahrhundert stammt. Die doppelschiffige spätgotische Hallenkirche wurde 1482–1492 erbaut. Der Name Talle leitet sich vermutlich vom keltisch-germanischen Wort Tala ab, das Wasser bedeutet. Zum Ort gehört das nahe Gut Röntorf. Dort verbrachte Prinzessin Gundula zur Lippe einen Großteil ihres Lebens.

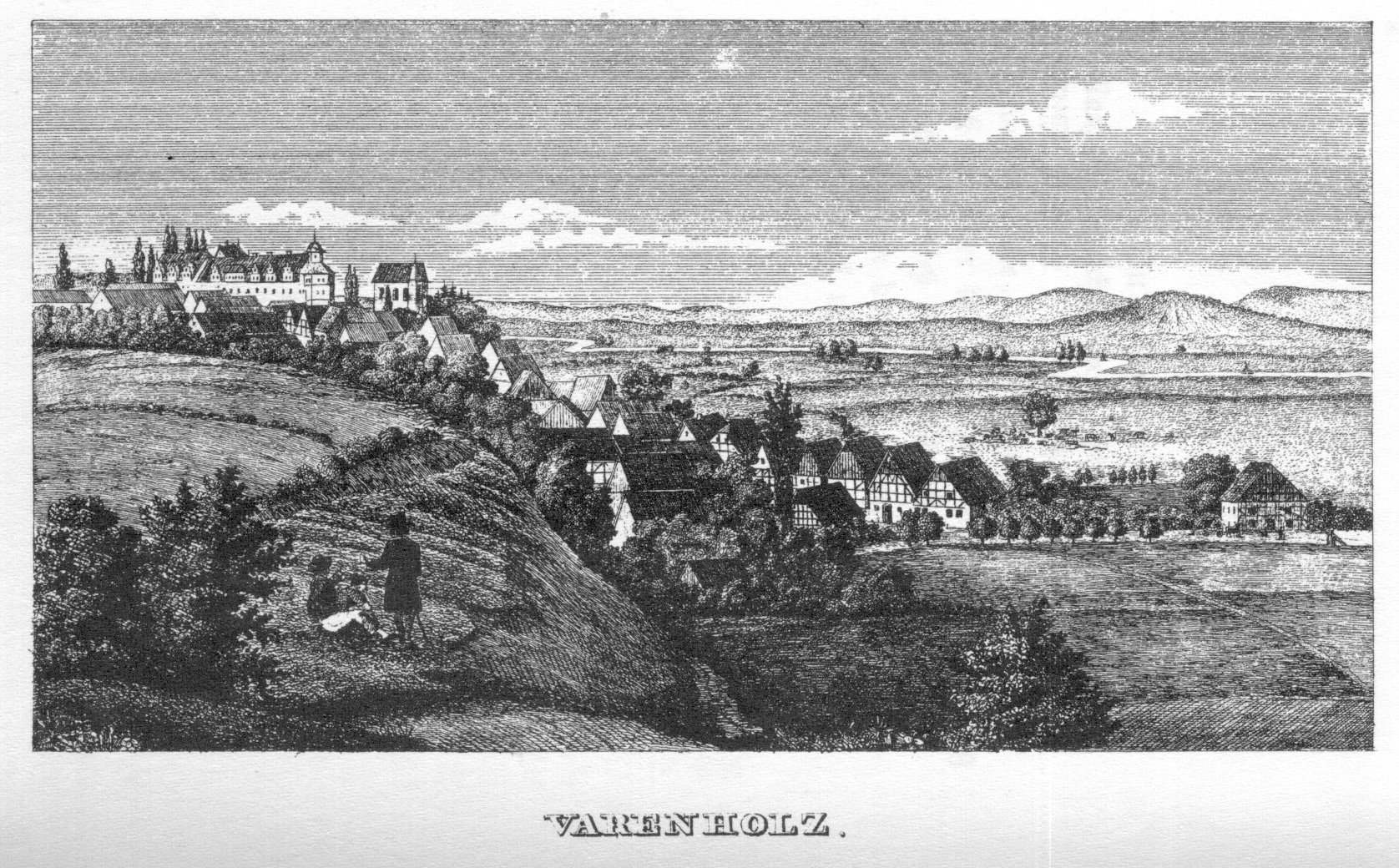
Varenholz und sein Schloss um 1845

Varenholz war vermutlich schon in vorgeschichtlicher Zeit besiedelt, wie einige Grabhügel in der Umgebung bezeugen. Der Name bedeutet Vor dem Holze und weist auf die Besiedlung zwischen der Weser und dem bewaldeten lippischen Bergland hin. Zusammen mit Stemmen ist Varenholz die nördlichste Ortschaft in Lippe. Seine Geschichte wird wesentlich von der Burg und dem späteren Schloss Varenholz bestimmt. Erstmals wurde die Burg im Jahr 1188 erwähnt und befand sich im Besitz der Herren Vornholte. 1323 erwarb Simon I. die Burg und dehnte den lippischen Herrschaftsbereich im Norden bis an die Weser aus. Die Baugeschichte der Schlossanlage reicht bis ins Jahr 1540 zurück. Zwischen 1591 und 1600 ließ Graf Simon VI. zu Lippe das Schloss zu einem der bedeutendsten Bauwerke der Weserrenaissance ausbauen. Am 31. März 1925 kam es im Verlauf eines Manövers der Reichswehr auf der Weser zwischen Varenholz und Veltheim zu einem folgenschweren Unglück, bei dem 81 Soldaten beim Übersetzen ertranken. Dieser Vorfall gilt bis heute als größtes Unglück des deutschen Heeres in Friedenszeiten. Seitdem mussten alle Rekruten bei der Reichswehr und später bei der Wehrmacht das Schwimmen erlernen.
Der Ort Westorf hieß im Mittelalter Westerndorp oder Wessentrup und bezeichnete ein Dorf westlich von Hohenhausen. Das Dorf wird schon im 12. Jahrhundert im Güterverzeichnis der Abtei Herford erwähnt. Die überwiegend mageren Böden erlaubten keine ausreichenden landwirtschaftlichen Erträge, die Bewohner mussten nach anderen Einkunftsmöglichkeiten suchen. Viele arbeiteten als Wanderarbeiter, vornehmlich als Ziegler. Besonders in den 1840er Jahren stieg die Zahl der Wanderarbeiter stark an. Auch die Heimarbeit war stark verbreitet, zum Beispiel für die Zigarrenindustrie.
Kalletal war in seinen Ortsteilen Brosen-Selsen, Erder, Henstorf, Kalldorf, Langenholzhausen, Lüdenhausen und Talle von 1588 bis 1667 von Hexenverfolgungen betroffen. 17 Menschen gerieten in Hexenprozesse: 14 Frauen und drei Männer. Fünf Personen wurden hingerichtet, zwei des Landes verwiesen. Von anderen Prozessen ist der Ausgang unbekannt.
Der Tierpark Kalletal bestand von 1969 bis 2009.

### Religionen

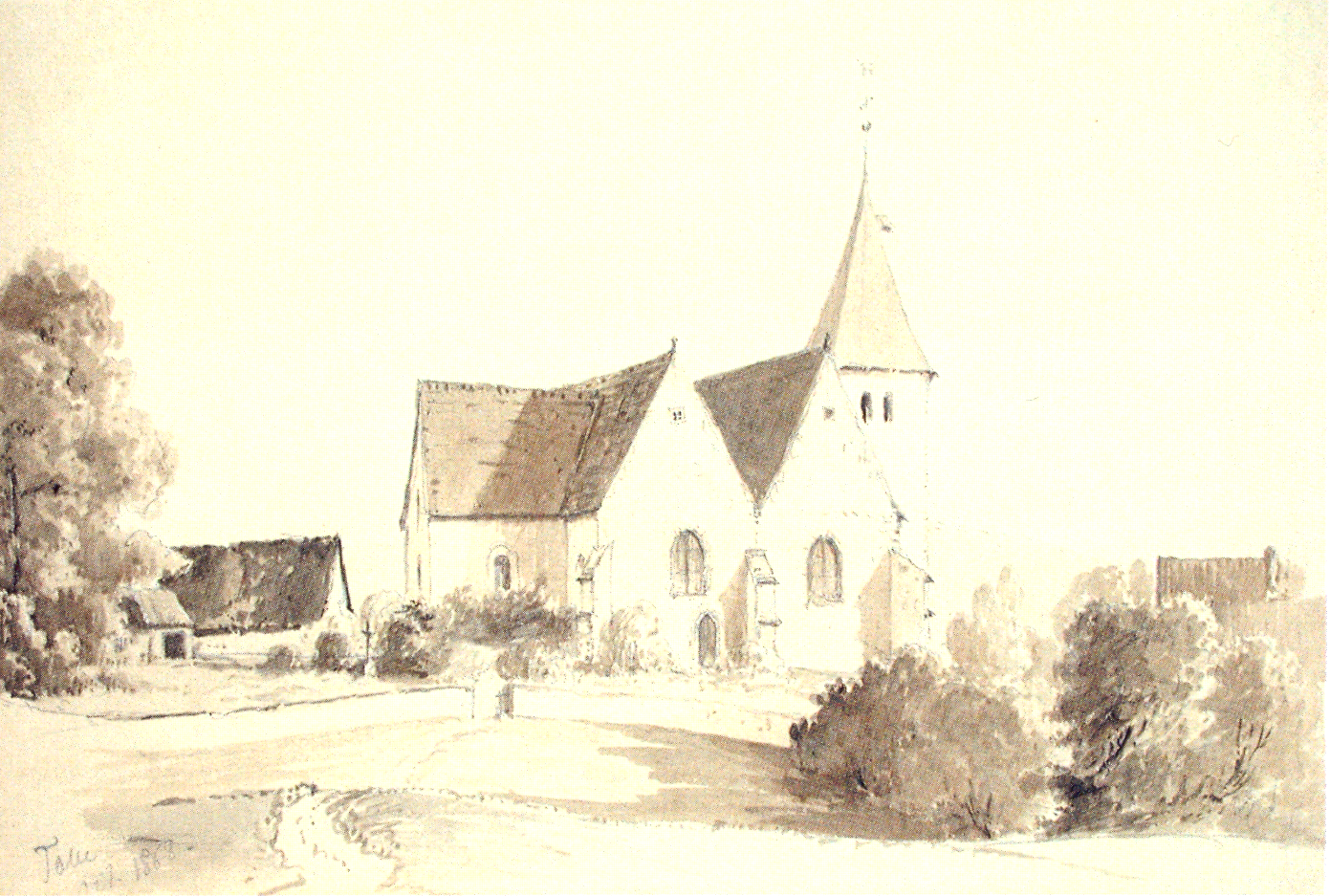
Nordansicht der ev.-ref. Kirche in Talle 1868 nach Emil Zeiß

Die Bevölkerung der Gemeinde Kalletal ist wie die Mehrzahl der Bevölkerung im ehemaligen Fürstentum Lippe überwiegend protestantisch. Bereits um 1533 hielt die Reformation im Fürstentum Einzug. Durch Übertritt des Fürsten zum reformierten Bekenntnis im Jahr 1603 nahmen die meisten Lipper endgültig die evangelisch-reformierte Konfession an, lösten sich von den katholischen Bistümern Paderborn und Minden und waren ab diesem Zeitpunkt Teil der heutigen Lippischen Landeskirche. Daher sind noch heute die meisten Bewohner der Gemeinde Kalletal Mitglied einer evangelisch-reformierten Kirchengemeinde. Die fünf Gemeinden auf dem Gebiet der heutigen Kommune sind in der Klasse Brake der Lippischen Landeskirche zusammengefasst:
- Hohenhausen I (Pfarrbezirk I: Brosen, Dalbke und Hohenhausen. Pfarrbezirk II: Bentorf, Echternhagen, Eichholz und Westorf)
- Langenholzhausen (Faulensiek, Kalldorf, Heidelbeck, Langholzhausen und Tevenhausen)
- Lüdenhausen (Asendorf, Henstorf, Herbrechtsdorf, Lüdenhausen und Niedermeien)
- Talle (Bavenhausen, Osterhagen, Rentorf, Talle und Waterloo)
- Varenholz (Elfenborn, Erder, Stemmen und Varenholz).

Erst nach dem Zweiten Weltkrieg führte die Zuwanderung von Flüchtlingen zu einer vielfältigeren Religionslandschaft. Eine katholische Gemeinde findet sich in Hohenhausen (St. Marien). Die katholische Gemeinde ist Teil des Pastoralverbundes Lemgo-Nordlippe des Dekanats Bielefeld-Lippe im Erzbistum Paderborn. Des Weiteren gibt es bereits seit 1927 die Selbständig Evangelisch-Lutherische Kirchengemeinde St. Michaelis in Talle. In Hohenhausen existiert eine Mennoniten-Brüdergemeinde. Auf die jüdischen Bewohner (die letzte Jüdin aus dem Tal der Kalle starb wohl 1902 in Varenholz) des heutigen Gemeindegebiets deuten nur noch wenige bauliche Reste hin: eine Mikwe in Lüdenhausen und die unter Denkmalschutz stehenden jüdischen Friedhöfe von Hohenhausen, Lüdenhausen und Varenholz.
Ein Indiz für die heutige Verteilung der Religionen kann die konfessionelle Zugehörigkeit der Schüler in Kalletal sein. Demnach gaben im Schuljahr 2006/2007 67,7 % der Schüler evangelisch, 8,2 % katholisch und 1,6 % islamisch als Religionszugehörigkeit an. 9,4 % gaben eine andere Religionszugehörigkeit und 13,1 % keine Konfession an.

### Eingemeindungen

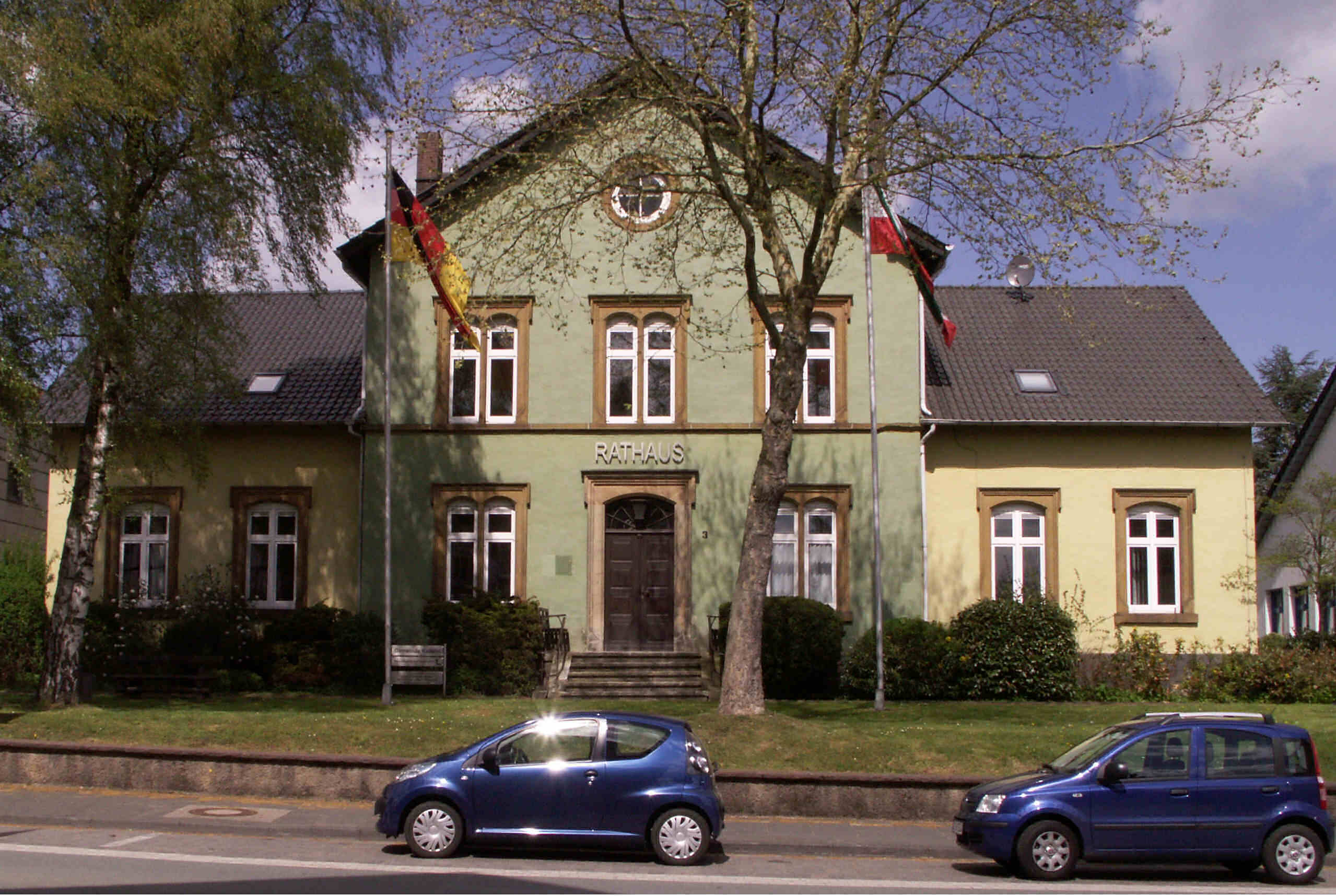
Rathaus Kalletal im Ortsteil Hohenhausen, hier: Ostansicht, das weiter genutzte alte Gemeinde- und Amts-Rathaus

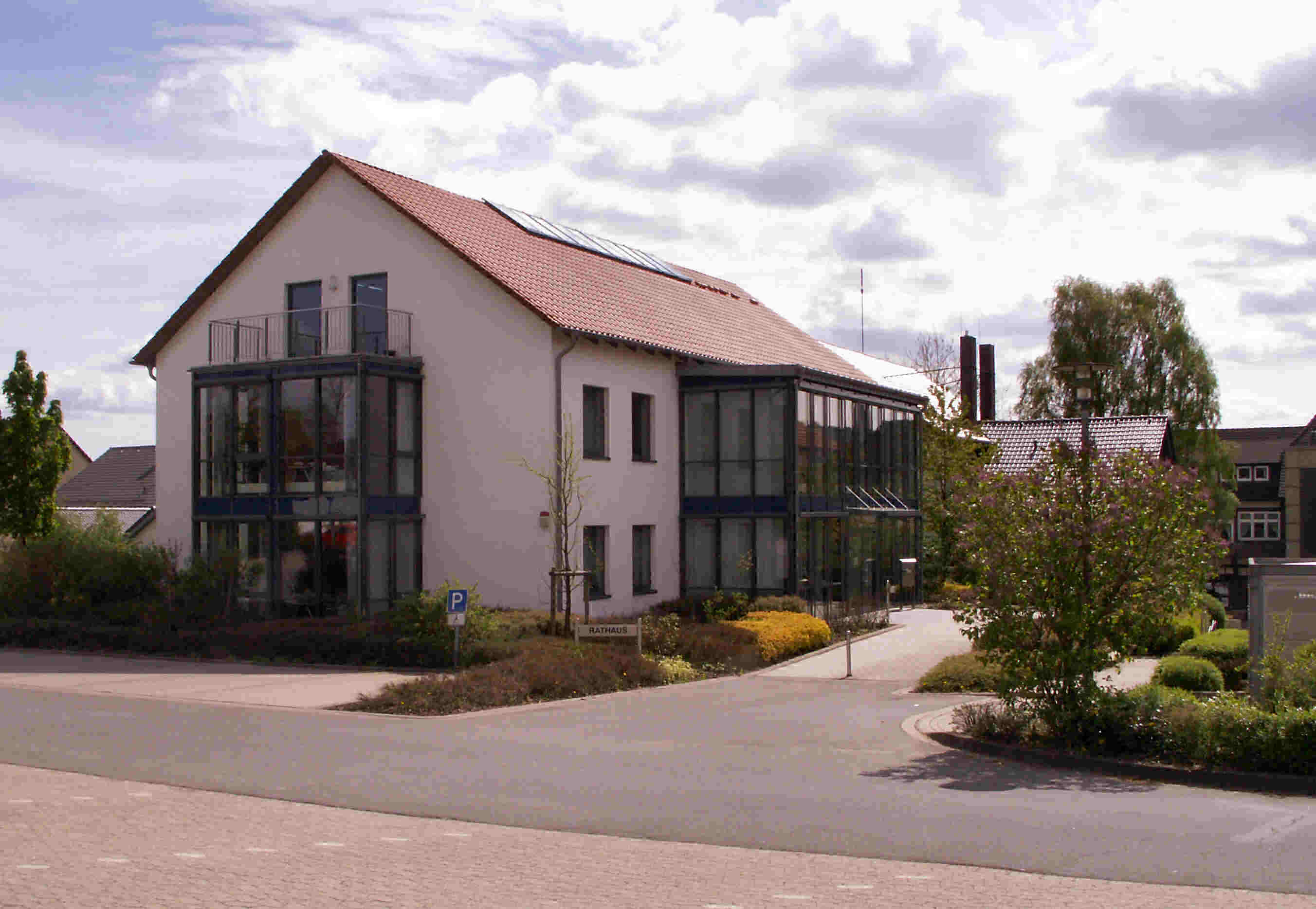
Rathaus Kalletal im Ortsteil Hohenhausen, hier: Westansicht, neuer Anbau

Die Gemeinde Kalletal wurde mit Wirkung zum 1. Januar 1969 gemäß § 7 des Lemgo-Gesetzes aus den zuvor selbstständigen Gemeinden und heutigen Ortschaften Asendorf, Bavenhausen, Bentorf, Brosen, Erder, Heidelbeck, Henstorf, Hohenhausen, Kalldorf, Langenholzhausen, Lüdenhausen, Osterhagen, Stemmen, Talle, Varenholz und Westorf gebildet. Diese ehemaligen lippischen Gemeinden waren nicht, wie es vielfach in den ehemals preußischen Landesteilen Nordrhein-Westfalens üblich war, bereits in einem Amt miteinander verbunden, sondern bildeten ab 1932 unmittelbar die Verwaltungsebene unter der Kreisverwaltung in Lemgo, die 1973 zusammen mit dem Landratsamt Detmold im Kreis Lippe aufging. Zwischen 1879 und 1932 gehörte das heutige Gemeindegebiet jedoch zum Zuständigkeitsbereich der Ämter Varenholz (größerer Teil) und Hohenhausen (kleinere Teile), die beide administrative Untereinheiten des lippischen Verwaltungs-, später Landratsamtes Brake waren. Als Ortsname der neuen Großgemeinde Kalletal wurde nicht der Name des größten Ortes Hohenhausen gewählt, sondern Bezug auf die geographische Lage am Fluss Kalle genommen.

### Einwohnerentwicklung
Die folgende Übersicht zeigt die Einwohnerzahlen der Gemeinde Kalletal nach dem jeweiligen Gebietsstand. Bei den Zahlen handelt es sich ab 1975 um amtliche Fortschreibungen des Landesbetriebes für Information und Technik Nordrhein-Westfalen. Die Angaben beziehen sich auf die Wohnbevölkerung und ab 1985 auf die Bevölkerung am Ort der Hauptwohnung.

Einwohnerentwicklung von Kalletal von 1975 bis 2016

| Jahr | Einwohner |
| ---- | --------- |
| 1975 | 14.623    |
| 1980 | 14.472    |
| 1985 | 13.896    |
| 1990 | 14.522    |
| 1995 | 15.791    |
| 2000 | 15.827    |

| Jahr | Einwohner |
| ---- | --------- |
| 2005 | 15.382    |
| 2007 | 14.793    |
| 2012 | 14.006    |
| 2016 | 13.818    |
| 2017 | 13.638    |
| 2022 | 13.401    |

## Politik
Kalletal gehört zum Landtagswahlkreis Lippe II – Herford III, in dem bei der Landtagswahl 2022 Alexander Baer (SPD) als Direktkandidat gewählt wurde. Auf Bundesebene gehört Kalletal zum Bundestagswahlkreis Lippe I, in dem bei der Bundestagswahl 2025 Kerstin Vieregge (CDU) als Direktkandidatin gewählt wurde.

### Gemeinderat
Der Gemeinderat Kalletals setzt sich seit 1999 aus 32 Ratsmitgliedern aus drei Parteien und der Wählervereinigung Unabhängige Kalletaler Bürger (UKB) zusammen, die sich in vier Fraktionen zusammengefunden haben. Der Bürgermeister hat laut Kommunalverfassung ein eingeschränktes Stimmrecht im Rat. Die letzte Kommunalwahl fand 2020 statt. Der Gemeinderat wird für 5 Jahre gewählt. Die folgende Tabelle zeigt die Kommunalwahlergebnisse ab 1975:
|                                                                                                  | CDU   | CDU     | SPD   | SPD     | Grüne | Grüne   | FDP   | FDP     | UKB   | UKB     | Einzel- bewerbe | Einzel- bewerbe | Gesamt | Gesamt                        | Wahl- beteiligung |
| Wahlperiode                                                                                      | %     | Mandate | %     | Mandate | %     | Mandate | %     | Mandate | %     | Mandate | %               | Mandate         | %      | Gesamtanzahl der Sitze im Rat | %                 |
| ------------------------------------------------------------------------------------------------ | ----- | ------- | ----- | ------- | ----- | ------- | ----- | ------- | ----- | ------- | --------------- | --------------- | ------ | ----------------------------- | ----------------- |
| 1975–1979                                                                                        | 40,53 | 14      | 51,96 | 17      |       |         | 7,50  | 2       |       |         |                 |                 | 100    | 33                            | 90,02             |
| 1979–1984                                                                                        | 43,40 | 15      | 52,72 | 18      | 3,88  | 0       | 100   | 33      | 80,21 |         |                 |                 |        |                               |                   |
| 1984–1989                                                                                        | 40,93 | 14      | 53,96 | 18      | 5,11  | 1       | 100   | 33      | 76,48 |         |                 |                 |        |                               |                   |
| 1989–1994                                                                                        | 42,75 | 15      | 46,71 | 16      | 06,60 | 2       | 3,95  | 0       | 100   | 33      | 78,99           |                 |        |                               |                   |
| 1994–1999                                                                                        | 38,69 | 13      | 44,21 | 15      | 05,67 | 1       |       |         | 11,43 | 4       | 100             | 33              | 85,09  |                               |                   |
| 1999–2004                                                                                        | 42,11 | 14      | 43,62 | 14      | 03,32 | 1       | 0,46  | 0       | 10,50 | 3       | 100             | 32              | 67,00  |                               |                   |
| 2004–2009                                                                                        | 44,37 | 14      | 43,79 | 14      | 04,87 | 2       |       |         | 06,98 | 2       | 100             | 32              | 63,15  |                               |                   |
| 2009–2014                                                                                        | 41,16 | 14      | 41,14 | 13      | 06,25 | 2       | 10,15 | 3       | 1,30  | 0       | 100             | 32              | 64,27  |                               |                   |
| 2014–2020                                                                                        | 39,56 | 14      | 42,78 | 13      | 06,75 | 2       |       |         | 10,91 | 3       |                 |                 | 100    | 32                            | 55,46             |
| 2020–2025                                                                                        | 33,92 | 11      | 42,51 | 13      | 11,27 | 4       |       |         | 12,29 | 4       |                 |                 | 100    | 32                            | 58,50             |
| Prozentanteile gerundet. Quellen: Landesdatenbank NRW; Landesbetrieb Information und Technik NRW |       |         |       |         |       |         |       |         |       |         |                 |                 |        |                               |                   |

### Bürgermeister
Zum Bürgermeister gewählt wurde 2020 Mario Hecker (parteilos) mit 89,04 % der Stimmen. Zuvor war Andreas Karger (CDU) Bürgermeister der Gemeinde vom 21. Oktober 2009 bis zu seinem Tod am 21. Februar 2015. Von 1999 bis 2009 war Klaus Fritzemeier (SPD) erster hauptamtlicher Bürgermeister der Gemeinde. Von 1989 bis 1999 war er Gemeindedirektor. Gemäß der Norddeutschen Ratsverfassung stand dem Gemeindedirektor ein nebenamtlicher Bürgermeister zur Seite. Nach Änderung der Kommunalverfassung in Nordrhein-Westfalen konnten die Bürger Kalletals bei der Kommunalwahl 1999 den Bürgermeister erstmals in einer Direktwahl bestimmen. Fritzmeier erhielt im ersten Wahlgang am 12. September 1999 52,0 Prozent der gültigen Stimmen. 2004 wurde er im Amt mit 65,6 Prozent der gültigen Stimmen erneut im ersten Wahlgang im Amt bestätigt. Fritzemeier kandidierte bei der Kommunalwahl 2009 nicht für eine weitere Amtszeit. Gewählt als Nachfolger wurde Andreas Karger (CDU). Nach Abschaffung der Stichwahl reichten ihm am 30. August 2009 32,65 Prozent der gültigen Stimmen zum Sieg. Er trat sein Amt am 21. Oktober 2009 an. Infolge eines Verstoßes gegen die Wahlordnung im Abstimmungsbezirk Lüdenhausen wurde die Wahl in der Gemeinde auf Antrag der Opposition im Januar 2011 vom Innenministerium des Landes NRW annulliert. Neuwahlen waren für den März 2011 vorgesehen. Das Bundesverwaltungsgericht Leipzig setzte die vom Innenministerium festgelegte Wiederholungswahl aus, da in der Sache ein Klageverfahren vor dem Bundesverwaltungsgericht noch nicht entschieden ist. Im Juli 2011 ließ das Bundesverwaltungsgericht Leipzig die von der CDU Kalletal erhobene Revision zu. Andreas Karger blieb weiterhin der Bürgermeister der Gemeinde Kalletal.

### Wappen, Banner und Flagge
Mit Urkunde des Regierungspräsidenten in Detmold vom 21. Juni 1972 ist der Gemeinde Kalletal das Recht verliehen worden, ein Wappen, eine Flagge, ein Banner und ein Dienstsiegel zu führen.
| Banner, Wappen und Hissflagge |  |
|                               |  |
|                               |  |

| Blasonierung: In Blau unten einem goldenen (gelben) Schildhaupt, darin ein rotes Andreaskreuz, ein silberner (weißer) Fisch. Das Andreaskreuz entstammt dem Wappen der Herren von Vornholte, die auf dem Schloss Varenholz residierten, bis sie dies 1323 an die Herren zur Lippe verkauften. Der Fisch erinnert an den Erfinder der künstlichen Fischzucht, Stephan Ludwig Jacobi, aus der Ortschaft Hohenhausen. Das Siegel der Gemeinde enthält den Namen und das Wappen der Gemeinde. Die Flagge ist im Verhältnis 1:3:1 blau-weiß-blau quergestreift und zeigt das Gemeindewappen etwas über die Mitte nach vorn geschoben. Das Banner ist im Verhältnis 1:3:1 blau-weiß-blau längsgestreift und zeigt das Gemeindewappen oberhalb der Mitte. Siehe auch: Liste der Wappen im Kreis Lippe |

## Kultur und Sehenswürdigkeiten

### Musik
In den Ortschaften der Gemeinde existieren drei Männergesangvereine sowie vier gemischte Gesangsgruppen. Ferner gibt es den Fanfarenzug Blau-Weiss Kalletal e. V., den Posaunenchor Hohenhausen und den Posaunenchor Talle. In der vom Verein Kulturkreis Kalletal e. V. getragenen Deele Brosen finden neben Kabarett, Lesungen und Ausstellungen vorrangig Musikkonzerte statt.

### Bauwerke

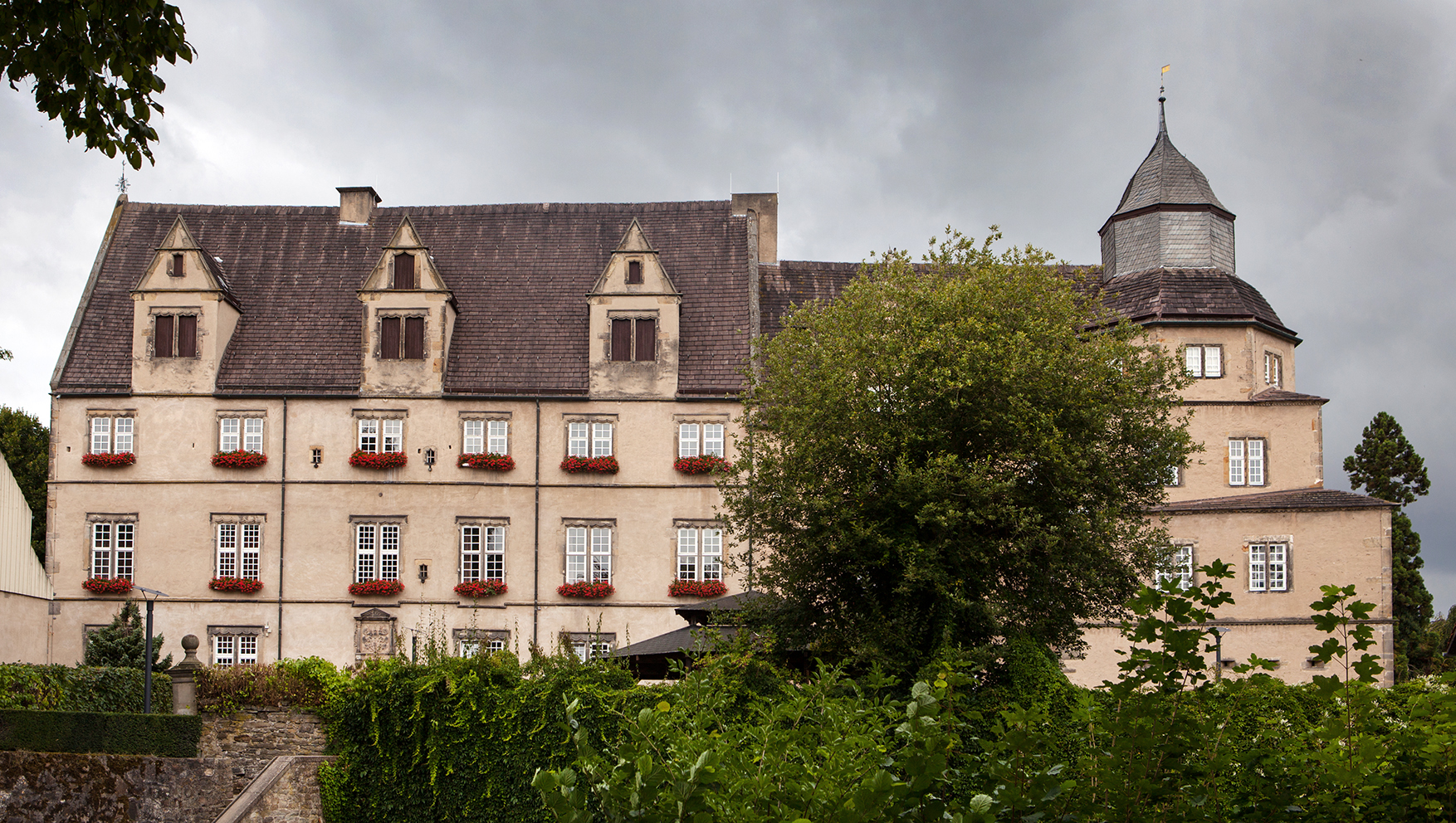
Schloss Varenholz

Das Schloss Varenholz ist ein Schloss im Stil der Weserrenaissance, dessen Anfänge bis in das 12. Jahrhundert zurückreichen. In dem Schloss befindet sich eine Privatschule mit Internat. Von 1945 bis 1949 hatte sich die UFA im Schloss niedergelassen. Innerhalb der äußeren Ringmauer befindet sich die Schlosskapelle, heute eine evangelisch-reformierte Kirche. Der Kirchenbau besteht aus einem kreuzförmigen Saalbau mit flachgedecktem Schiff aus dem Jahr 1500, dem gewölbten Nordflügel aus dem 14. Jahrhundert und dem Südflügel mit Portal von 1839.

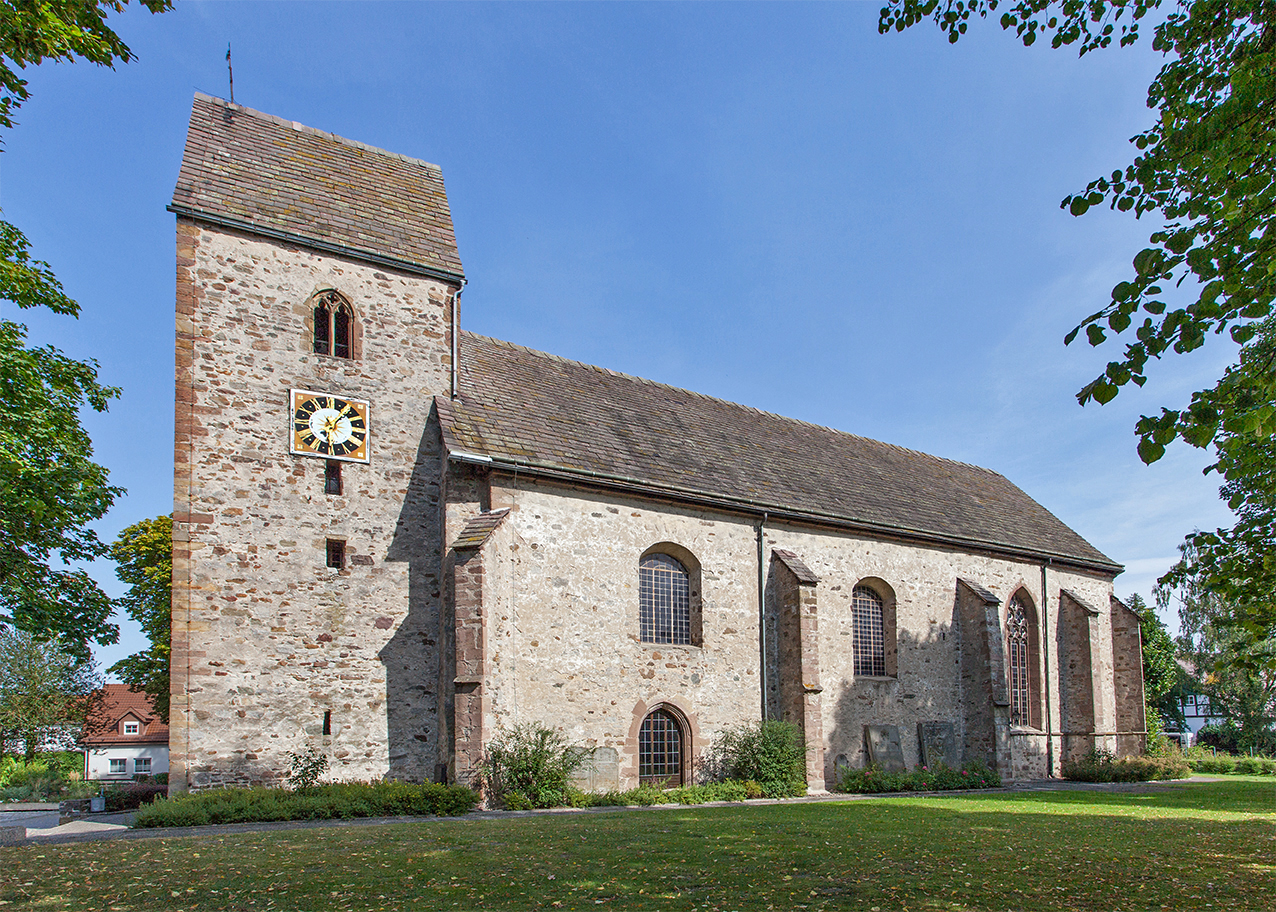
Evangelisch-reformierte Kirche Langenholzhausen

Der Turm der evangelisch-reformierten Kirche in Langenholzhausen wurde 1150 erbaut. Im 14. Jahrhundert wurde der Chor durch einen Neubau im Stile der Gotik erweitert. Um 1522 wurde der noch aus romanischer Zeit stammenden Teil des Kirchenschiffes mit zwei Kreuzgewölben im Stil der Spätgotik ergänzt. Die 1752 von dem Herforder Orgelbauer Christian Klausing erbaute Orgel ist die älteste Lippes und zählt zu den bedeutendsten alten Orgeln in Westfalen-Lippe. Die evangelisch-reformierte Kirche in Hohenhausen ist ein romanischer Saalbau aus dem 12. Jahrhundert. Einwölbung, Chor und Aufstockung des Westturms wurden im 15. Jahrhundert ausgeführt. Bis 1887 erfolgte die kreuzförmige Erweiterung des Schiffes. Der Westturm der Petruskirche in Talle wurde im frühromanischen Baustil etwa um das Jahr 1100 errichtet. 1482 bis 1492 wurde das spätgotische Langhaus hinzugefügt. Die Kirche in Lüdenhausen geht vermutlich auf eine um 1200 errichtete Holzkirche mit einem steinernen Turm zurück. Der romanische Turm mit seinen dicken Steinmauern und Schießscharten war das Kernelement dieser Wehrkirche. Die Kirche wurde 1867 in eine spätklassizistische Saalkirche umgebaut.

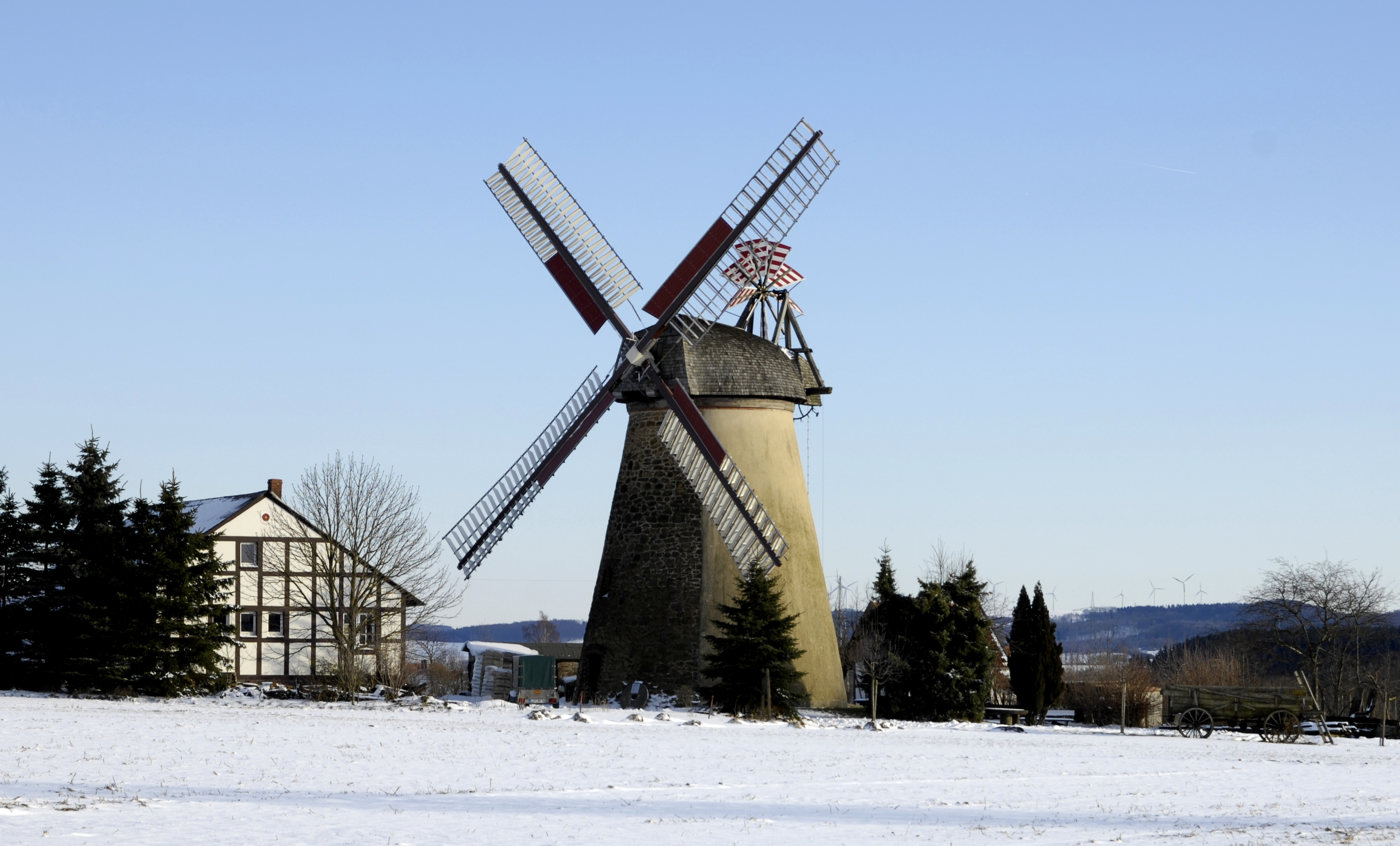
Windmühle Bentorf

Die 1889 errichtete Windmühle Bentorf ist die letzte betriebsbereite im Originalzustand im Bereich des Weserberglandes. Betreut wird sie nach umfangreicher Renovierung von der Inhaberfamilie Brink und dem Museumsverein Kalletal. Der Besucher findet an Tagen der offenen Tür (z. B. am Deutschen Mühlentag) ein Programm mit Besichtigung, witterungsabhängigem Mahlbetrieb, gastronomischem Angebot (unter anderem Kaffee und Kuchen aus dem eigenen Backhaus) und einem familiengerechten Beiprogramm. Die Bavenhausener Windmühle wurde 1853 erbaut, ist allerdings wegen ihrer fehlenden technischen Innenausstattung nicht mehr betriebsfähig. Genutzt wird die denkmalgeschützte Hülle nur noch als Hochbehälter für die Wasserversorgung. Die aus sechs Fachwerkhäusern bestehende Hofanlage mit Wassermühle Klemmes Hof in Dalbke blickt auf eine etwa 500-jährige Geschichte zurück. Ab 1986 wurden alle Gebäude in ihrem Originalzustand wieder hergestellt, sie stehen unter Denkmalschutz. Im Hofladen werden Backwaren aus dem eigenen Backhaus mit Lehmofen angeboten. In kleinerem Rahmen wird Tierhaltung mit freiem Auslauf betrieben. Die Produkte kann der Besucher im Hofladen erwerben. Die fürstliche Erbpachtmühle ist eine Wassermühle an der Kalle. Sie wurde 1568 erbaut. Mit ihrem mannigfaltig geschmückten Renaissance-Fachwerkgiebel stellt sie ein einmaliges Objekt in Westfalen-Lippe dar. Die denkmalgeschützte Niedernmühle Kalldorf an der Kalle wurde in der ersten Hälfte des 16. Jahrhunderts errichtet.

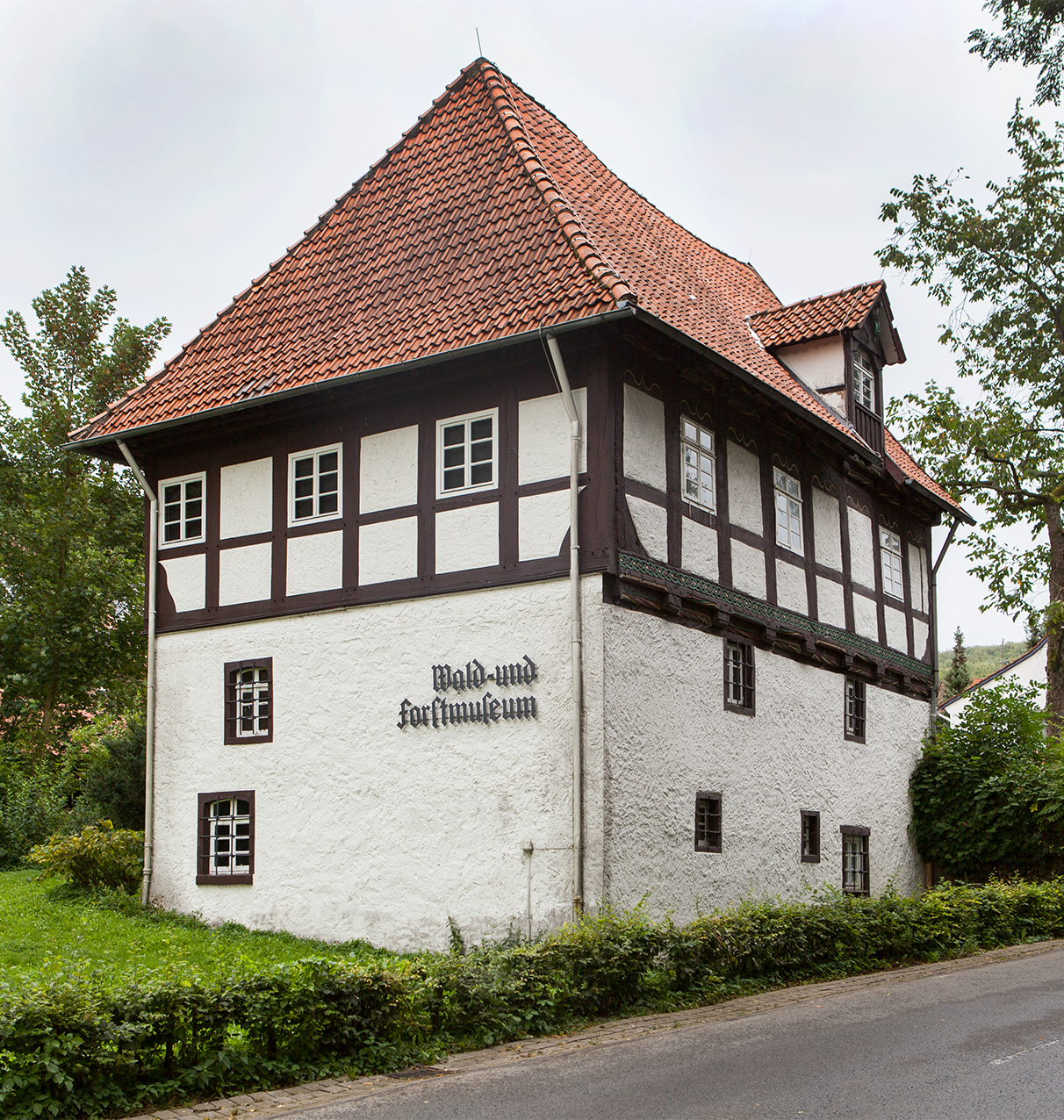
Ehemaliges Wald- und Forstmuseum in der Schlossmühle Heidelbeck

In Heidelbeck befindet sich das ehemalige Schloss Heidelbeck sowie die um 1537 errichtete Schlossmühle. In der Mühle befand sich von 1985 bis 2023 ein Wald- und Forstmuseum.

### Parks
Der etwa einen halben Hektar große Schlossgarten Varenholz ist im Eigentum des Landesverbandes Lippe und öffentlich zugänglich. Er befindet sich auf einer in Richtung Weserniederung steil abfallenden Terrasse, entstand Ende des 16. Jahrhunderts und wurde mehrmals umgestaltet. Es wird angenommen, dass die UFA-Filmgesellschaft, die zwischen 1945 und 1951 ihren Hauptsitz im Schloss hatte, den Garten sowie weitere Anlagen des Schlossgeländes bereits vor dem Zweiten Weltkrieg als Filmkulisse nutzte. Im heutigen Zustand ist das ehemals großzügige Wegesystem des Gartens nicht mehr erkennbar und ein Teil der Bepflanzung verschwunden. Bemerkenswert ist ein Belvedere, dessen Bau in den 1930er Jahren vermutet wird.

### Naturdenkmäler und Naturschutzgebiete
Der Ortsteil Bentorf grenzt mit dem 225 Meter hohen Lichtensberg an die Stadt Vlotho. Dort befinden sich teilweise ausgedehnte und tiefe Erdfälle, in denen sich anders als in der Nachbarstadt kein Torfmoor bildete. Rund sechs Prozent des vollständig im Naturpark Teutoburger Wald / Eggegebirge gelegenen Gemeindegebietes sind als Naturschutzgebiete ausgewiesen. Das größte Naturschutzgebiet Rotenberg, Bärenkopf, Habichtsberg und Wihupsberg hat eine Fläche von rund 400 Hektar.

### Sport und Freizeit
Die Sportvereine im Gemeindegebiet decken die am meisten verbreiteten Sportarten ab. Die meisten Vereine sind im Gemeindesportverband Kalletal organisiert. Acht bieten Breitensport an. In Kalletal gibt es je zwei Tennis- und Fußballvereine, wobei der SV Arminia Heidelbeck neben Fuß- auch Korbball betreibt. Die Behindertensportgemeinschaft in Kalletal ermöglicht es, Behinderten Sport zu treiben. Recht bekannt ist der TuS Talle, weil Gerhard Schröder in seiner Jugend dort Stürmer war. Die Erste Mannschaft des TUS Talle spielt in Gemeinschaft mit dem SV Westorf als SG Talle/Westorf in der Kreisliga B1 Lemgo. Heimspiele werden im Waldstadion Westorf oder in der Ilsefitarena Talle ausgetragen.
Darüber hinaus gibt es Angebote für Tischtennis, Schach, Motor- und Wassersport. Der BUDO Sportverein Kalletal e. V. unterhält eine Schule für Shaolin Kempo Hadaka, Lung Chuan Fa Kempo, Judo, Taijiquan und Wing Chun. Der Verein ist vom deutschen Judobund für die getätigte Jugendarbeit ausgezeichnet und auch Kooperationspartner des Landessportbundes Nordrhein-Westfalens. Für den Tiersport gibt es den Boxer-Klub Kalletal e. V. Landesgruppe Westfalen und den Reit- und Fahrverein Kalletal e. V.
2021 bewarb sich die Gemeinde zusammen mit Lemgo als Host Town für die Gestaltung eines viertägigen Programms für eine internationale Delegation der Special Olympics World Summer Games 2023 in Berlin. 2022 wurde sie als Gastgeberin für Special Olympics Luxemburg ausgewählt. Damit wurde sie Teil des größten kommunalen Inklusionsprojekts in der Geschichte der Bundesrepublik mit mehr als 200 Host Towns.
Am Stemmer See im Ortsteil Varenholz befindet sich das Weserfreizeitzentrum mit dem Campingpark Kalletal. Zu den angebotenen Freizeit-Möglichkeiten gehören eine Wasser-Ski-Seilbahn und eine Swingolf-Anlage. Die von einem privaten Betreiber unterhaltene Anlage ist seit 2019 für auswärtige Tagesgäste geschlossen.

### Regelmäßige Veranstaltungen
Am Deutschen Mühlentag (Pfingstmontag) sowie am Tag des offenen Denkmals beteiligt sich in jedem Jahr die Familie Brink mit der Öffnung ihrer Windmühle in Bentorf.
Die Gemeinde Kalletal ist weit im Umkreis für eine Festlichkeit bekannt, die für den nordlippischen Raum untypisch ist. Seit 1957 findet im Ortsteil Kalldorf („Kalledonien“) in der Saison reges Karnevalstreiben mit Prunksitzung und Karnevalsumzug statt. Ausrichter ist der Sportverein SG Kalldorf von 1911 e. V.

### Kulinarische Spezialitäten
Spezialitäten im Kalletal und im gesamten Lipperland sind die typisch lippischen Spezialitäten wie der Lippische Pickert, der Lipper Schütze oder der in ganz Westfalen verbreitete Grünkohl und Pinkel, wobei der Grünkohl in der Region häufig auch Lippische Palme genannt wird.

## Wirtschaft und Infrastruktur

### Verkehr

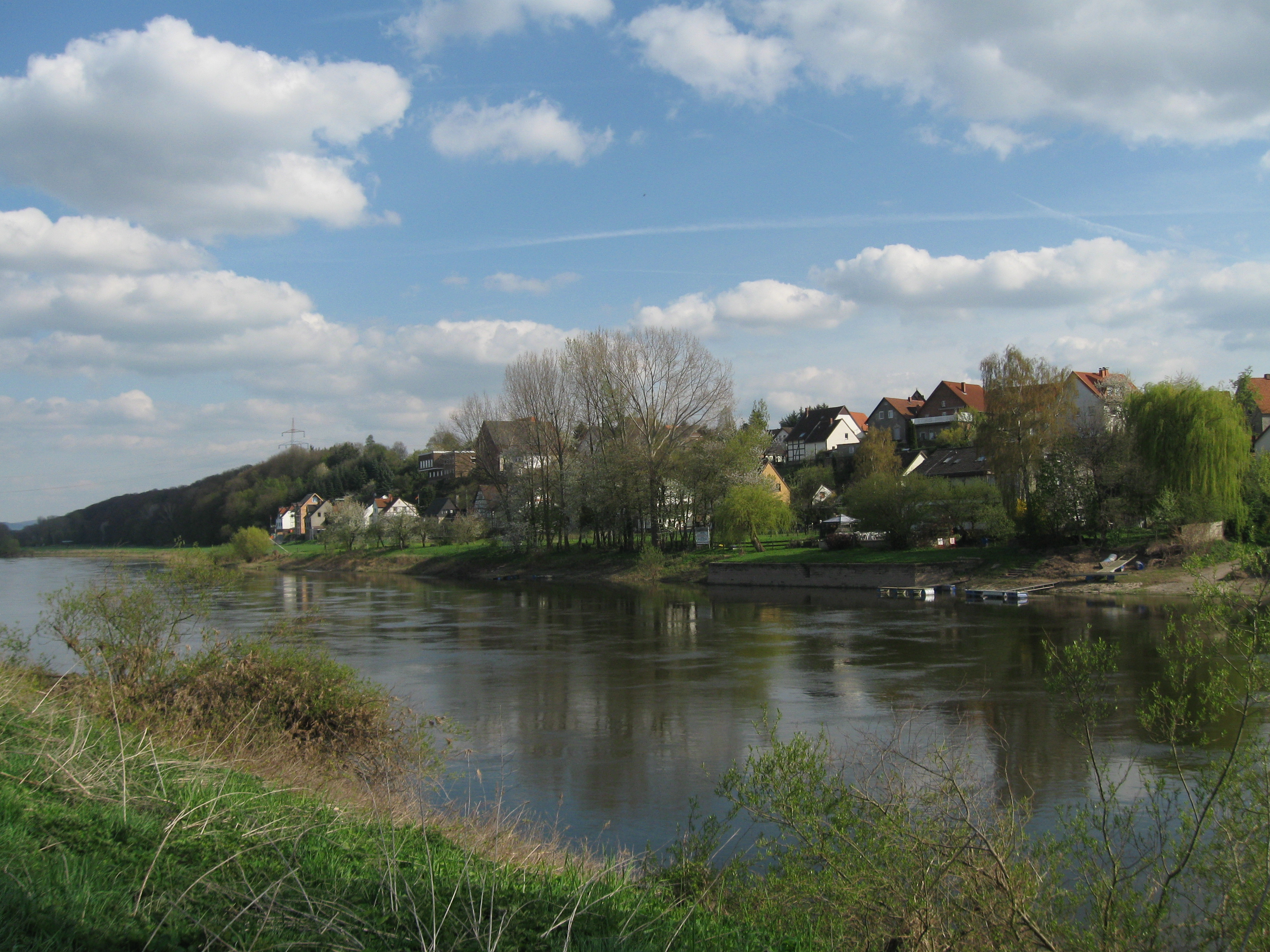
Weserpartie in Erder mit linksseitigem Fähranleger

Durch die Gemeinde Kalletal führen die Bundesstraßen 238 (Lemgo–Rinteln) und 514 (Bad Oeynhausen–Kalletal). Die nächste Auffahrt auf die Autobahn Ruhrgebiet–Berlin (A 2) in Rehme ist über die B 514 zu erreichen. Im Öffentlichen Personennahverkehr wird Kalletal von go.on Gesellschaft für Bus- und Schienenverkehr mbH im Ortsverkehr bedient, eine Anruflinie verbindet mit Vlotho. Nächstgelegene Bahnhöfe sind Lemgo an der Begatalbahn nach Bielefeld, Bad Salzuflen (Bahnstrecke Herford–Altenbeken) und Vlotho an der Bahnstrecke Elze–Löhne (Weserbahn). Die Extertalbahn in den Nachbarkommunen Extertal und Rinteln verkehrt nur noch im Museumsbetrieb. Die Bundeswasserstraße Weser kann unmittelbar im Gemeindegebiet nur mit einer Personenfähre in Varenholz (km 174,1; Gierseilfähre nach Veltheim, Betrieb nur Wochenende/Feiertage) überquert werden; nahegelegen ist auch eine Brücke nach Eisbergen. Die nächsten Verkehrsflughäfen sind der Flughafen Paderborn/Lippstadt (70 km südwestlich) und der Flughafen Hannover (90 km nordöstlich).

### Medien
Die mit der Neuen Westfälischen publizistisch verbundene Lippische Landes-Zeitung gibt für Nordlippe (Kalletal, Dörentrup und Extertal) einen täglichen Lokalteil heraus. Eine eigene Redaktion mit Sitz in Vlotho unterhält die zum Herforder Kreisblatt gehörende Vlothoer Zeitung, die regelmäßig aus dem nördlichen Kalletal (Hohenhausen, Bentorf etc.) berichtet. Etwa wöchentlich erscheint das Anzeigenblatt Nordlippischer Anzeiger mit redaktionellem Teil für die Region Nordlippe (Dörentrup, Kalletal, Extertal). Das Lokalradio für Kalletal und die anderen lippischen Gemeinden ist Radio Lippe.

### Öffentliche Einrichtungen
Bereits 1756 legte eine Feuerverordnung im Kalletal fest, wer die Feuerspritzen der Dörfer zu bedienen hatte. Das erste Spritzenhaus wurde 1808 in Hohenhausen errichtet. Die damaligen Spritzen-Gesellschaften wurden in der zweiten Hälfte des 19. Jahrhunderts in Pflichtfeuerwehren umgewandelt. So wurde die Feuerwehr in Erder 1853, in Bavenhausen 1860, in Hohenhausen 1876, in Lüdenhausen 1882 und in Varenholz 1893 gegründet. Durch die Einberufungen im Ersten Weltkrieg sank der Personalstand drastisch. Am 17. Juli 1930 wurde die Freiwillige Feuerwehr Hohenhausen gegründet. Heute unterhält die Gemeinde neun Feuerwehrstandorte im Kalletal. Insgesamt sind etwa 210 Feuerwehrleute in acht Löschgruppen und einem Löschzug organisiert. 110 Jugendliche sind in der Jugendfeuerwehr in Ausbildung.
Im Ortsteil Hohenhausen unterhält die Gemeinde das behindertengerechte Freibad am Römerweg, das über ein Schwimmer- und ein Nichtschwimmerbecken verfügt.

### Bildung
In der Gemeinde gibt es drei Grundschulen und eine Realschule. Im Jahr 2007 wurden an diesen Schulen mit 112 Lehrkräften insgesamt 1618 Schüler unterrichtet, davon 37,7 % an den Grundschulen, 17,7 % an der Hauptschule, 37,8 % an den Realschulen und 6,8 % an der Förderschule. Im Schloss Varenholz sind eine Realschule und ein Internat untergebracht. Die nächstgelegenen Gymnasien befinden sich in Lemgo und Vlotho, die nächste Gesamtschule in Lemgo.

### Ansässige Unternehmen
Im Ortsteil Hohenhausen entstand in den letzten Jahrzehnten das Industriegebiet Echternhagen mit kleineren mittelständischen Unternehmen. Große Bedeutung für die Förderung der Kalletaler Wirtschaft hatte der Ostwestfalenplan. Eine gewisse Bedeutung hat auch der Tourismus. Im Gastgeberverzeichnis der Gemeinde sind elf Hotels und Pensionen mit insgesamt 217 verfügbaren Betten sowie 12 Ferienwohnungen oder Ferienhäuser aufgeführt. Das Weserfreizeitzentrum ist Kalletals meistbesuchte Freizeiteinrichtung. Auf mehreren Seen ist dort neben Baden, Kitesurfen, Windsurfen, Wasserskifahren, Wakeboarden, Segeln, Kanu- und Tretbootfahren möglich. Der angegliederte Campingplatz hat 650 Stellplätze. 2005 zählte Kalletal 35.741 Übernachtungen. Die Fremdenverkehrsintensität (Zahl der Gästeübernachtungen je 100 Einwohner) betrug 231 und konnte damit seit 1995 fast verdoppelt werden. Die Bezirksregierung sieht in der reizvollen Landschaft ein hohes Potential besonders für einen ruhigen „Landtourismus“ in der ansonsten eher strukturschwachen Region Nordlippe. Im Vergleich aller Kommunen in Lippe, darunter zahlreiche große Kurbäder, spielt der Tourismus in Kalletal gemessen anhand der Kennzahl Fremdenverkehrsintensität aber nur eine untergeordnete Rolle. Nur rund 50 Vollzeitbeschäftigte sind im Gastgewerbe tätig.

## Persönlichkeiten

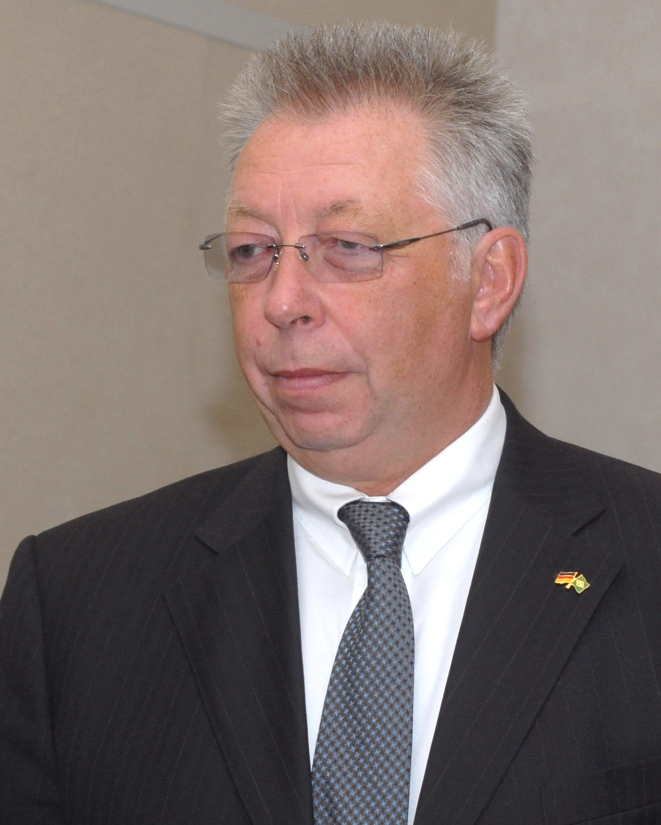
Der SPD-Politiker Klaus Brandner ist im heutigen Kalletal geboren

### Söhne und Töchter der Gemeinde
- Stephan Ludwig Jacobi (1711–1784), geboren in Hohenhausen, Begründer der Fischzucht; deshalb ist ein Fisch Teil des Kalletaler Wappens
- Charlotte Diede (1769–1846), Brieffreundin von Wilhelm von Humboldt
- Gustav Hackemack (1872–1958), geboren in Bentorf, Privatlehrer, Heimat- und Mundartdichter
- August Meier-Böke (1901–1956), geboren in Langenholzhausen, Lehrer und Heimatforscher
- Klaus Brandner (* 1949), Politiker (SPD)
- Heinrich (Hennak) Hanke (1906–1968), geboren in Bentorf, Lehrer und Konrektor, Heimat- und Mundartdichter
- Rainer Brinkmann (* 1958), Politiker (SPD)
- Oliver Gröne (* 1969), abstrakter Landschaftsmaler

### Weitere Persönlichkeiten
- Cajus Julius Caesar (* 1951), Politiker (CDU)
- Fritz Doht (1891–1960), SPD-Politiker, war Rektor in Varenholz
- Heinrich Röhr (1888–1969), Vorsitzender des Lippischen Heimatbundes, war Lehrer in Hohenhausen
- Der ehemalige Bundeskanzler Gerhard Schröder (* 1944) lebte von 1957 bis 1971 in Osterhagen[67] und besuchte die Volksschule in Talle,[68] wo er beim TuS Talle Fußball spielte. Dort erhielt er seinen Spitznamen Acker.
- Der Chansonnier Sebastian Krämer (* 1975) wuchs in Kalletal auf.